# Liste des films les moins appréciés par la critique
Cette liste rassemble les films que de nombreux critiques ont le moins appréciés. Elle s'appuie sur les résultats des agrégateurs d'avis de critiques américains Metacritic et Rotten Tomatoes  complétés d'analyses de critiques réputés tels que Roger Ebert, Leonard Maltin ou Michael Medved. Seuls sont cités dans la liste les films ayant moins de vingt pour cent d'avis critiques favorables[pas clair].

## Années 1950

### Louis ou Louise(1953)

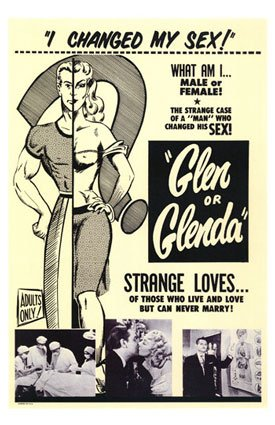

Louis ou Louise (Glen or Glenda), de et avec Ed Wood, est un quasi-documentaire semi-autobiographique sur le travestissement. Après une scène de cauchemar, Glen suit une psychothérapie pour se remettre de son trouble. Béla Lugosi apparaît dans ce film, et reviendra dans plusieurs autres films de Wood à la fin de sa carrière. Leonard Maltin insiste sur le fait qu'il trouve ce film pire que Plan 9 from Outer Space et le considère comme « possiblement le pire film jamais fait. » Richard Barrios décrit Glen or Glenda comme « un des films les plus drôles et les plus mauvais jamais faits. » Dans son film Cult Movies 3, Danny Peary suggère qu'il s'agisse d'un film radical, bien que très mal fait, qui présente une histoire bien plus personnelle que dans certains films d'auteurs plus renommés. Le film a d'ailleurs un score de 32 % sur Rotten Tomatoes. En 1994, Tim Burton réalise Ed Wood, qui inclut quelques essais et anecdotes sur la production de Glen or Glenda.

### Robot Monster(1953)

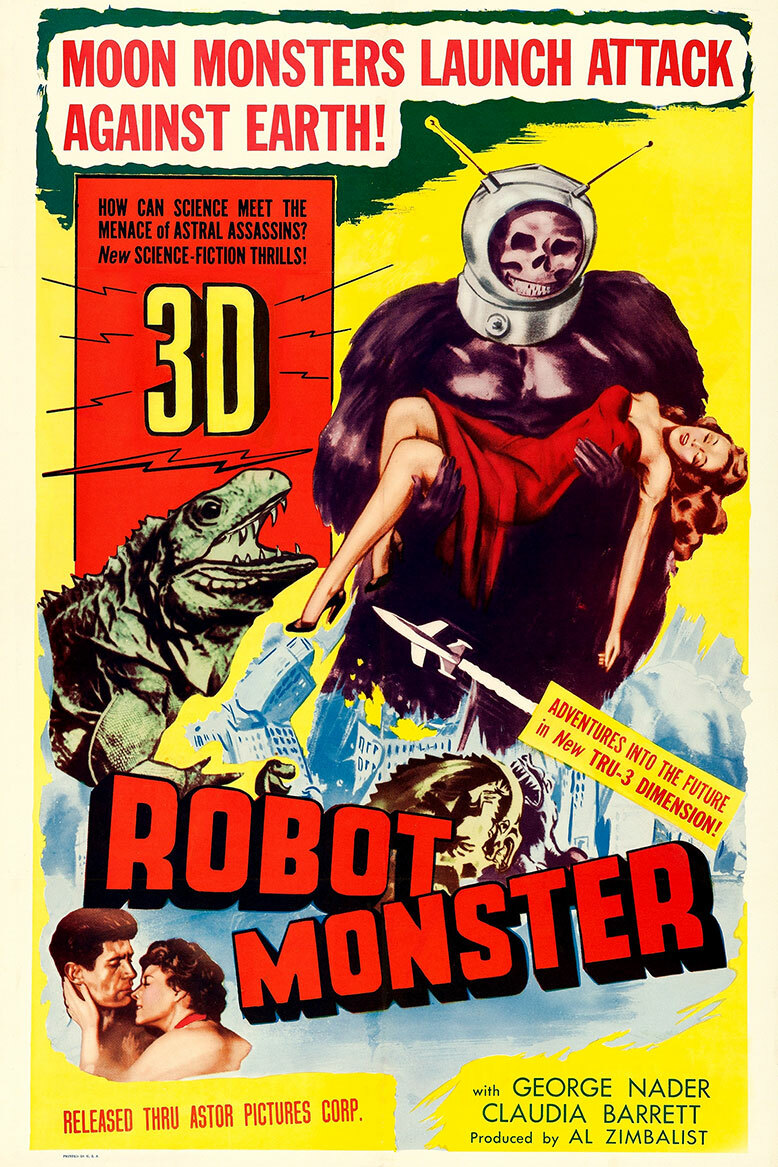

Robot Monster, un film de science-fiction, tourné et diffusé en 3D, montre un acteur dans un costume de gorille et ce qui s'apparente à un casque de plongée. Le film, produit et réalisé par Phil Tucker, est cité dans le livre de Michael Sauter The Worst Movies of All Time parmi « les pires des séries B » et a un taux d'approbation de 31 % sur Rotten Tomatoes. Il est dans la liste des 10 pires films de The Book of Lists, dans The Fifty Worst Films of All Time. Le livre de critique The Golden Turkey Awards (en) donne au personnage principal le titre du « monstre le plus ridicule de l’histoire du cinéma », et cite Tucker parmi les prétendants pour le « pire réalisateur de tous les temps » (le tenant étant Ed Wood), déclarant « ce qui rend Robot Monster ineffablement pire que tout film de S-F à petit budget est sa prétention artistique étrange. » Il est présenté dans un épisode de l'émission télévisée critique de mauvais cinéma Mystery Science Theater 3000, et a fortement marqué l’auteur Stephen King, qui cite une critique du magazine Castle of Frankenstein avec laquelle il est d'accord (« sûrement parmi la crème des pires films jamais faits », « un des plus risibles trucs de Poverty Row. »

### Le Conquérant(1956)

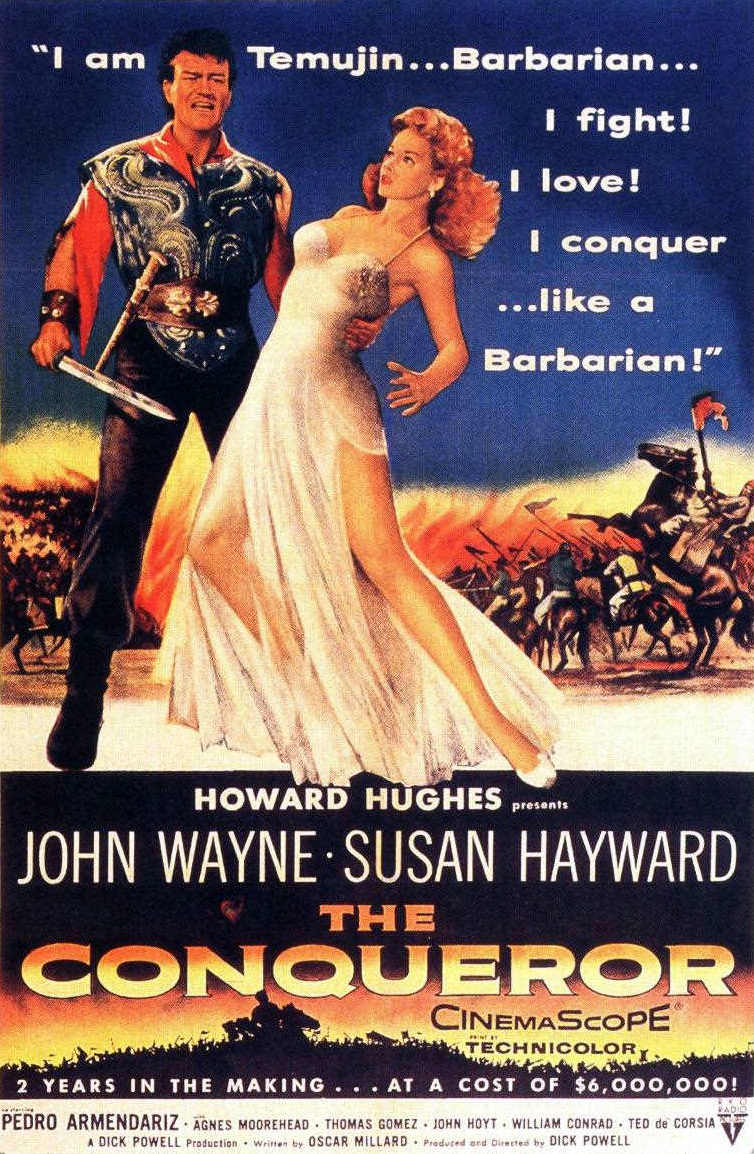

Howard Hughes a financé Le Conquérant (The Conqueror), un film épique avec l'acteur John Wayne dans le rôle du chef mongol Genghis Khan et la rousse Susan Hayward interprétant une princesse tatare. Le film a été tourné près de Saint George, en Utah, dans les environs d'un site de test nucléaire du Nevada, et souvent accusé d'avoir entrainé la mort par cancer de plusieurs membres de la distribution et de l’équipe technique, dont Hayward, Wayne, Agnes Moorehead, Pedro Armendáriz et le réalisateur Dick Powell. En plus de filmer près d'un site de test, des camions de sable rouge ont été amenés dans les studios pour des scènes d'intérieur. Le film est dans la liste des 10 films de The Book of Lists, apparait dans le livre de Michael Sauter The Worst Movies of All Time, et est cité dans le livre de Michael Medved The Fifty Worst Films of All Time. Originellement écrit pour Marlon Brando, The Guardian a qualifié le choix de casting de Wayne dans le rôle de Khan d'« un des pires choix de casting de tous les temps. »
Hughes, une des personnes les plus riches de l’époque, avait auparavant produit les films dramatiques populaires Les Anges de l'enfer, Scarface et Le Banni. Après avoir vu The Conqueror par lui-même, Hughes a racheté toutes les copies pour 12 millions de dollars et refusé toute diffusion télévisée jusqu'en 1974. Il a été rapporté qu'il se sentait très coupable d'avoir choisi de tourner sur un site aussi dangereux. En 1980, 91 des 220 personnes impliquées dans le film ont été diagnostiquées d'un cancer. Ce fut le dernier film produit par Hughes.

### Fire Maidens from Outer Space(1956)
Fire Maidens from Outer Space, un space opera britannique à petit budget (renommé aux États-Unis Fire Maidens of Outer Space), décrit un groupe d'astronautes visitant une société entièrement féminine sur une lune de Jupiter. Ce film a gagné une mauvaise réputation pour ses mauvais effets spéciaux (dont une scène sur une planète extraterrestre montrant une voiture moderne en arrière-plan). Leslie Halliwell a décrit Fire Maidens from Outer Space comme « un bon prétendant au titre de pire film jamais fait, avec des nymphettes anglaises légèrement vêtues prenant des poses embarrassées dans des décors en carton. » L'historien du cinéma anglais I.Q. Hunter le cite parmi les possibles pires films anglais jamais faits. Le site de critiques DVD Talk le désigne comme « peut-être le pire film de science-fiction non amateur jamais fait. » Le film est apparu dans un épisode de Mystery Science Theater 3000 en novembre 1992.

### Plan 9 from Outer Space(1959)

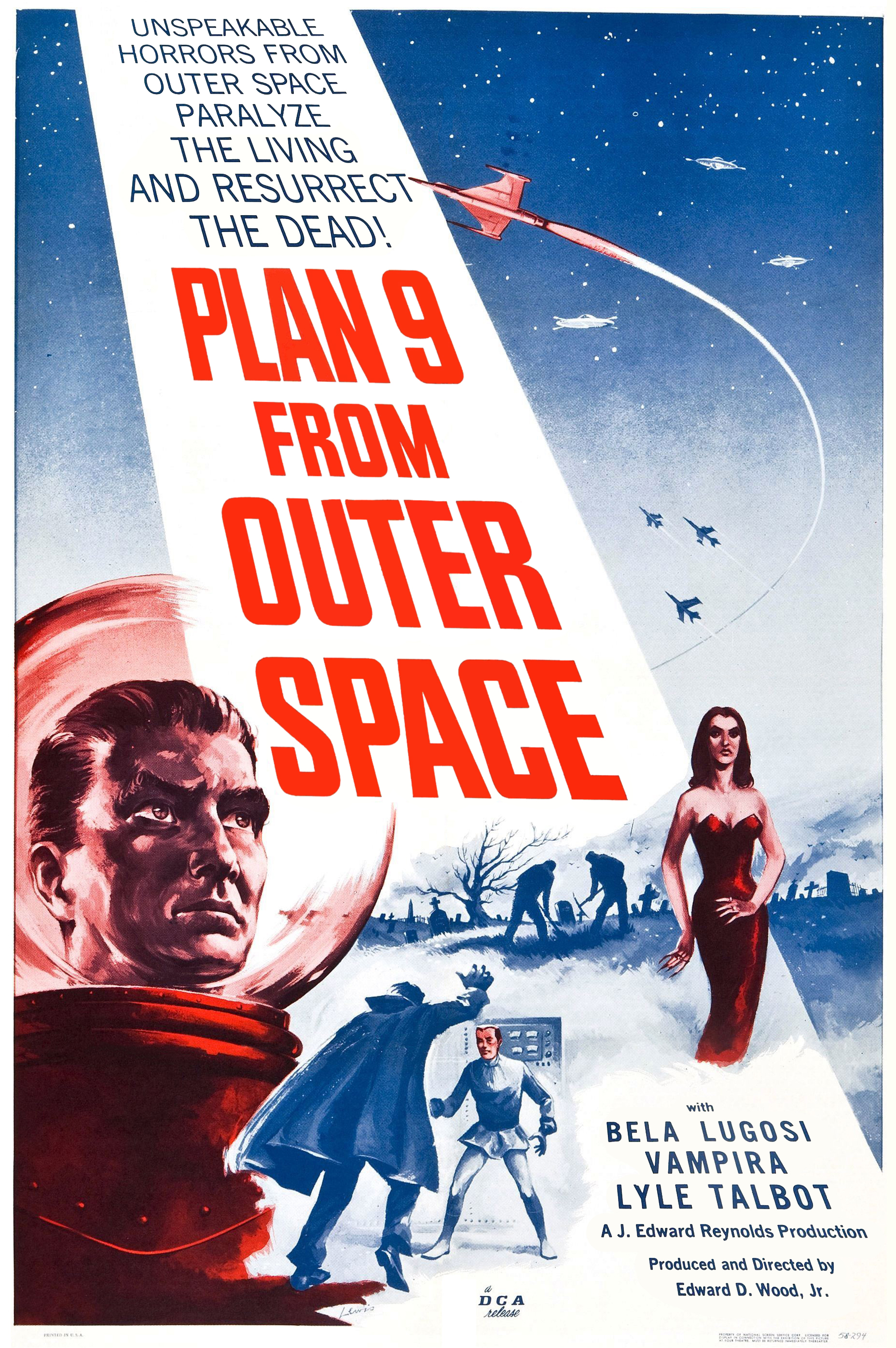

Plan 9 from Outer Space d'Ed Wood a été désigné « pire film de tous les temps » par The Golden Turkey Awards. Ce film marque la dernière apparition à l’écran de Béla Lugosi. Wood n'a tourné que peu de scènes de test avec son idole Lugosi avant le décès de l'acteur. Après la mort de Lugosi, son personnage est interprété par Tom Mason, le chiropracteur de la femme de Wood à l'époque (Kathy O'Hara), masquant son visage avec une cape. Wood ne semble pas avoir été dissuadé de l’idée devant les nombreuses différences physiques entre les deux hommes, comme la taille, la carrure et la chevelure (Mason était presque chauve alors que Lugosi avait encore tous ses cheveux). Des années plus tard, des distributeurs vidéo tels qu'Avenue One DVD ont commencé à mettre en avant ce détail, ajoutant "Almost Starring Bela Lugosi" sur les jaquettes. Plusieurs critiques ont pointé les mauvais effets spéciaux peu réalistes et les dialogues kitsch.
Filmé en 1956, le film n'est pas sorti avant 1959 en raison des difficultés à trouver un distributeur. Il a été projeté au New Orleans Worst Film Festival. En 1994, Tim Burton a réalisé Ed Wood, qui inclut des anecdotes autour de la production et du tournage de Plan 9. Phil Hall de Film Threat a dit du film qu'il était « beaucoup trop divertissant pour être considéré comme le pire film jamais fait. » De même, John Wirt de The Advocate utilise les mêmes raisons pour l'appeler « le film culte ultime » et Videohound's Complete Guide to Cult Flicks and Trash Pics déclare : « en fait, le film est devenu tellement connu pour sa piètre qualité qu'il est au-delà de toute critique. » Ian Berriman de SFX fait un commentaire sur le côté comique involontaire : « Certaines choses valent d'être regardées à 3 heures du matin, porté par une douce ivresse… Plan 9 From Outer Space en fait partie. » The Radio Times Guide to Films décrit Plan 9 comme « le pire film jamais fait » et « tristement déprimant ». Plan 9 détient toutefois un taux d'approbation de 66 % sur Rotten Tomatoes.

## Années 1960

### The Beast of Yucca Flats(1961)
The Beast of Yucca Flats de Coleman Francis, tourné en muet puis narré, décrit un scientifique (interprété par Tor Johnson) exposé à la radiation d'une explosion atomique, qui le transforme en monstre. Le film s'ouvre sur une scène évoquant la nécrophilie sans rapport avec l'intrigue du film ou les personnages. Leonard Maltin's TV and Movie Guide le désigne comme « …un des pires films jamais faits. » Bill Warren a dit : « C'est peut-être bien le pire film de science-fiction non porno jamais fait. » Il a été présenté dans Mystery Science Theater 3000, où les membres de la distribution ont reconnu qu'il s'agissait de loin d'un des pires films qu'ils aient jamais vus.

### Eegah(1962)
Le film de série B Eegah (en) présente Richard Kiel comme un homme des cavernes préhistorique émergeant dans la Californie des années 1960 qui trouve l’amour avec une adolescente. Arch Hall, Jr. a écrit plusieurs parties musicales, dont les paroles chantées sont souvent dénigrées. La notoriété du film s'est améliorée après être montré dans Canned Film Festival et Mystery Science Theater 3000, où les présentateurs ont dit dans The Mystery Science Theater 3000 Amazing Colossal Episode Guide qu'ils considéraient que la scène de rasage (où Eegah lèche la crème à raser sur son corps) une des choses les plus écœurantes qu'ils aient vues. Il est également cité dans le livre de Michael Medved The Fifty Worst Films of All Time.

### The Creeping Terror(1964)
Le film de science-fiction horrifique The Creeping Terror a été réalisé, produit et monté par by Vic Savage (sous le pseudonyme A.J. Nelson, conservant son nom comme acteur). Le film montre un extraterrestre limaçoïde qui atterrit sur Terre et terrorise un village. Le film est connu pour son usage d'effets fauchés : usage de stock footage d'un lancement de fusée diffusé à l'envers pour l'atterrissage de la navette, représentation du « monstre » comme plusieurs acteurs sous une toile… On retient aussi que les victimes restent immobiles alors que le monstre s'approche d'elles très lentement. Scott Weinberg de efilmcritic.com résume simplement le film par « Vous avez vu des extraits de celui-là dans des documentaires sur de "très très mauvais films". » Le film apparaît dans la 6e saison de Mystery Science Theater 3000,

### The Horror of Party Beach(1964)
Mystery Science Theater 3000 a présenté The Horror of Party Beach (en) en 1997, un film listé dans The Fifty Worst Films of All Time. Del Tenney l'a réalisé, et l'intrigue se résume à l’attaque de monstres marins attaquant de jeunes femmes lors de soirées sur une plage, et continuant à revenir malgré les morts. The New York Times dit du film : « l'important à dire de lui est qu'il ne lésine pas sur le gore. » Thomas Lisanti dans Hollywood Surf and Beach Movies: The First Wave, 1959–1969 le décrit comme « de loin le pire des films de plage des années 1960 », et Stephen King le qualifie de « petit pet foireux consternant de film. » Joe Meyers dans son blog pour le journal the Hearst pour Stamford Advocate a dit lors de la mort de Dell Tenney : « le Connecticut avait son Ed Wood maison, un acteur, réalisateur et entrepreneur appelé Del Tenney qui a fait une série de très mauvais films dans la région de Stamford pendant les années 1960, le plus connu étant Horror of Party Beach, un film pour ciné-parc de 1964 sur une mutation atomique qui terrorise Stamford (la "soirée sur la plage" était en fait à Shippan Point). » Il est également listé dans le livre de Michael Sauter The Worst Movies of All Time.

### Le Père Noël contre les Martiens(1964)
Le film de science-fiction Le Père Noël contre les Martiens (Santa Claus Conquers the Martians) est né dans l'esprit de Nicholas Webster. Parce que les enfants martiens ne voient le Père Noël que grâce aux signaux télé envoyés de la Terre, leurs parents décident de l'enlever pour leur faire plaisir. Le film a d'abord été critiqué pour sa bizarrerie et ses mauvais effets spéciaux. Il est également connu pour être un des premiers rôles de la jeune Pia Zadora. Le film est cité parmi les dix pires films dans The Book of Lists et The Fifty Worst Films of All Time. Comme beaucoup de films listés, il a eu droit à son épisode de Mystery Science Theater 3000, puis est représenté dans Cinematic Titanic (spin-off de MST3K) en 2008.
Une rumeur de remake produit par David Zucker et avec Jim Carrey dans le rôle de Dropo a circulé. On estimait les dates de sortie vers 2002, mais il semble que le film ait sombré dans l'enfer du développement.

### Monster A Go-Go(1965)
Monster A Go-Go a commencé sous le titre Terror at Halfday par Bill Rebane. La production a épuisé son budget et le film a été abandonné. Herschell Gordon Lewis, qui cherchait un second film pour constituer un double programme, a racheté les droits et l'a terminé avec un budget minime. Plusieurs des acteurs du film n’ont pas pu revenir, donc Lewis les a simplement remplacé par des personnages qui apparaissent soudainement pour prendre leurs places. L'un des acteurs qui a pu revenir avait pris du poids, perdu des cheveux, et s'était laissé poussé une barbiche, alors Lewis l'a réengagé pour faire le frère du premier personnage. Le film consiste en de longues séquences de dialogue autour de la mutation d'un astronaute en monstre. La mauvaise qualité du son rend une bonne partie des dialogues inaudible, et la surexposition fait que le visage de certains personnages apparaît comme des cercles très blancs. Un son de sonnerie de téléphone fait à la bouche est même clairement reconnaissable. Lors du climax du film, quand des soldats se préparent à affronter l'astronaute mutant, il disparaît soudain et le narrateur déclare qu'il n'y a jamais eu de monstre et que l'astronaute se trouve depuis le début dans l'Océan Atlantique.
All Movie Guide le décrit comme « un anti-chef-d'œuvre surréaliste ». Dans l'épisode de Mystery Science Theater 3000 qui lui est consacré, l'écrivain Paul Chaplin trouve les dialogues « impossible à reconnaître ». Les membres de la série ont déclaré par la suite qu'il s'agit du pire film qu'ils aient vu.

### Manos: The Hands of Fate(1966)
Le film d'horreur à petit budget Manos: The Hands of Fate, réalisé par Hal P. Warren, un vendeur de fertilisant et d'assurances d'El Paso, montre une famille enlevée sur la route des vacances par les membres d'un culte païen et polygame. Le film a été lancé après que Warren a parié avec le scénariste oscarisé Stirling Silliphant que n'importe qui pouvait faire un film d'horreur. Warren a été convaincu par le cadreur et le cascadeur du film que la plupart des erreurs de tournage seraient corrigées dans un studio de post-production de Dallas, alors qu'en réalité, ils voulaient terminer au plus vite le tournage vu qu'ils n'étaient pas payés. De nombreuses erreurs techniques sont faites dans le film, comme des scènes mal cadrées, un clap vu sur un plan, une écharpe sur la tête d'une actrice qui apparaît et disparaît, et un insecte qui se pose sur l'objectif de la caméra,. Le film a été tourné avec une caméra qui n'enregistrait pas le son et ne pouvait tourner que des séquences de 32 secondes. Tous les dialogues ont été refaits plus tard par Warren et quatre personnes, dont une femme adulte faisant la voix d'une fille de 7 ans,. Le film s'ouvre sur un paysage défilant pendant 9 minutes, séquence qui devait servir pour le générique mais les crédits n'ont pas été ajoutés. Le film compte des dialogues alors qu'aucun personnage n'est tourné vers la caméra, un personnage qui se plaint de l'obscurité alors qu'il fait grand soleil, et le personnage de Torgo, un satyre aux énormes cuisses, qui va être massé à mort par trois femmes,,.
Le film s'est fait connaitre après être passé dans un épisode de Mystery Science Theater 3000, qui fut le plus populaire de l'émission. Le film a un taux d'approbation de 0 % sur Rotten Tomatoes, et Entertainment Weekly dit du film qu'il est « globalement vu, tout simplement, comme le pire film jamais fait ». Même Warren a admis que son film était un des pires jamais faits, suggérant qu'il aurait pu faire une comédie passable si doublé correctement.

### Le Temps des amants(1968)
Le Temps des amants (Amanti) est un film romantique franco-italien réalisé par Vittorio De Sica avec Faye Dunaway, qui incarne une styliste atteinte d'une maladie fatale à Venise (Italie), et Marcello Mastroianni, un pilote de courses qui a une aventure avec elle. Roger Ebert du Chicago Sun-Times l'a décrit comme « pire mièvrerie pseudo-romantique que j’ai jamais vu ! » et Charles Champlin du Los Angeles Times en a parlé comme « le pire film que j'ai vu cette année et peut-être même depuis 1926 ». Leonard Maltin a retenu les commentaires d'Ebert dans sa critique et reconnu que le film était « au plus bas sur tous les points. » Le Temps des amants est cité parmi les titres de The Fifty Worst Films of All Time.

## Années 1970

### Myra Breckinridge(1970)
La comédie Myra Breckinridge, adapté du livre éponyme de Gore Vidal, réalisé par Michael Sarne avec Raquel Welch, Rex Reed, Mae West, John Huston et Farrah Fawcett, a provoqué un scandale avec une scène dans laquelle Raquel Welch, qui interprète une femme transgenre, sodomise un homme. Le film a d'abord été classé X avant qu'un remontage et un appel à la MPAA le ramènent à un classement R. Il utilise aussi des extraits de films de l'âge d'or d'Hollywood de façon à introduire des sous-entendus sexuels dans les dialogues. Plusieurs stars des films utilisés ont protesté, certaines comme Loretta Young ont tenté de faire supprimer les images.
Le film a été un échec critique, avec le magazine Time disant que « Myra Breckinridge est à peu près aussi drôle qu'un violeur d'enfant. » Leonard Maltin lui accorde la pire note possible et le qualifie de « plus mauvais que tous les films jamais faits. » Le critique du Miami News Herb Kelly a désigné Myra Breckinridge comme le pire film jamais fait. Le film est également cité parmi The Fifty Worst Films of All Time. Il est également dans la liste des pires films de tous les temps de The Book of Lists, affirmant qu'il y avait quelque chose dans le film pouvant choquer absolument n'importe qui. Gore Vidal l'a renié, le décrivant comme « une blague nulle », et accusait le film d'une baisse des ventes du livre pendant 10 ans.

### Zabriskie Point(1970)
Le deuxième des trois films anglophones commandés par le producteur Carlo Ponti au réalisateur Michelangelo Antonioni, Zabriskie Point est, selon un critique, « le pire film fait par un réalisateur de génie. » Avec les rumeurs d'obscénité, l'engagement d'acteurs très jeunes et de plusieurs possibles violations du Mann Act, Zabriskie Point a été largement descendu par les critiques et fut un échec commercial d'importance.

Le critique de The New York Times Vincent Canby et le critique de films Roger Ebert ont tous deux eu un avis négatif sur le film,. Il est cité parmi les titres de The Fifty Worst Films of All Time, et 20 ans après sa sortie, David Fricke pour le Rolling Stone écrit : 

« Zabriskie Point a été un des plus extraordinaires désastres de l'histoire du cinéma moderne. »

### Zaat(1971)
Réalisé par Don Barton, Zaat (en) est également sorti sous les titres Hydra, Attack of the Swamp Creatures, Legend of the Zaat Monster et The Blood Waters of Dr Z (ce dernier est utilisé dans son passage dans Mystery Science Theater 3000). Le film montre un scientifique fou nazi qui s'injecte une substance le transformant en poisson-chat mutant. Le critique du Florida Times-Union Matt Soergel ironise sur le fait que Zaat « pourrait bien être le meilleur film fait sur un poisson-chat mutant. » Le critique Jeffrey Kauffman déclare : « c'est le genre de film qu'Ed Wood Jr. aurait pu faire - dans ses mauvais jours » et ajoute « les amateurs de mauvais films classent Zaat parmi les pires. » Patrick Naugle de DVD Verdict dit : « le jeu d'acteur dans Zaat est en-dessous de tout. Les acteurs semblent soupirer leurs répliques et essaient de ne pas trop prendre conscience qu'ils sont dans un des pires films jamais faits », et son collègue Michael Rubino dit : « Zaat est peut-être un des pires films jamais faits,. » NPR le qualifie de « fiasco de S-F » quand il a atteint la 1re place du IMDb's Bottom 100.
Zaat est apparu dans Mystery Science Theater 3000, ce qui lui a donné une certaine notoriété, et dans l'émission de RedLetterMedia Half in the Bag qui l'ont mis dans leurs nanars préférés. Total Film l'a inclus dans leur liste des 66 pires films de tous les temps.

### An American Hippie in Israel(1972)
Le film israélien An American Hippie in Israel raconte un hippie américain voyageant vers Israël après avoir vécu la guerre du Viêt Nam, sympathisant avec des pacifistes israéliens et croisant plusieurs mimes menaçants sur sa route. Le film était supposé perdu, mais après avoir été retrouvé 38 ans après sa production, il est devenu la sensation du cinéma de minuit à Tel-Aviv, équivalent au succès du The Rocky Horror Picture Show, puis a eu une distribution internationale par Grindhouse Releasing. Gil Shefler de The Jewish Daily Forward le décrit comme « parfaitement affreux », ajoutant qu'il s'agit « probablement du pire film israelien jamais fait, et un candidat sérieux au titre de pire film jamais fait. » Ben Hartman du Jerusalem Post le décrit comme « sûrement un des pires films faits en Israël, et au-delà. » Nana 10 lui accorde le titre de « pire film israélien et le plus amusant. »

### Bat Pussy(probablement 1973)
Un film parodique pornographique de la série télévisée Batman de 1966, qu'on date des années 1970, Bat Pussy (en) a été souvent cité comme l’un des pires films pornographiques jamais faits, pour « le sexe incroyablement peu excitant et une ambiance générale de nullité,. » Ne possédant ni crédits ni information sur le copyright, il n'y avait aucune copie connue de Bat Pussy avant le milieu des années 1990, quand il a été découvert dans les étagères d'un cinéma pour adultes de Memphis puis distribué en vidéo par Something Weird Video. Gawker Media de io9 qualifie le film de « niveau zéro de la pornographie, point. Pas simplement de la pornographie autour de Batman. TOUTE la pornographie » se moquant de sa distribution de « bouseux obèses » qui rendrait le film « anti-masturbatoire. » PornParody.com, un site spécialisé dans les parodies pornographiques, a accordé le statut de « pire film pour adultes de tous les temps », décrivant Bat Pussy comme « connu pour sa médiocrité technique et son anti-érotisme » causé par ses acteurs « peu attirants physiquement. » AV Maniacs a contesté le classement de Bat Pussy dans la pornographie en raison des problèmes d'érection visibles de l’acteur principal, et préfère le classer comme « anti-porno », en se demandant : « comment catégoriser autrement un film pour adultes qui échoue complètement et irrémédiablement à déclencher le plus petit début d'excitation parmi ceux qui regardent ?. » Le livre The Many More Lives of Batman de William Uricchio et Will Brooker a également désigné Bat Pussy comme « le pire porno jamais fait », critiquant sa mauvaise adaptation du matériau de base, tandis que Tim Lewis, gérant du site Something Weird Video, a choisi Bat Pussy comme le film « si pourri qu'il faut le voir pour le croire » de son catalogue, ajoutant qu'il est « uniquement destiné pour le spectateur de films pour adultes le plus blasé. »

### Enfin l’amour(1975)
Enfin l'amour (At Long Last Love) est l'hommage du réalisateur Peter Bogdanovich aux grandes comédies musicales de Hollywood des années 1930. Il montre des chansons écrites par Cole Porter, avec Cybill Shepherd et Burt Reynolds à l'écran. Lors de sa sortie, il a reçu de très mauvaises critiques. CNN note qu'il a été considéré comme « la pire pièce musicale de l’histoire de Hollywood. » Le critique de film John Simon pour Esquire a dit : « il s'agit peut-être de la pire comédie musicale de cette décennie - voire de toutes. » Jeff Simon pour Buffalo News a écrit : « après 45 minutes, il devient évident pour tout un chacun qu'il s'agissait d'une des pires et plus gênants échecs de personnes talentueuses de tous les temps. » Le critique Jay Cocks a dit du film qu'il était « considéré comme le plus gros éléphant blanc de son temps. » Hollis Alpert déclare : « cet échec est si triste qu'il va au-delà du ratage. » Il est cité dans le livre The Fifty Worst Films of All Time et le livre de Michael Sauter The Worst Films of All Time. Il est également inclus dans les Golden Turkey Awards Nominees and Winners, the Worst Achievements in Hollywood History. Bogdanovich, également scénariste, a envoyé des communiqués de presse à travers le pays pour s'excuser du film.
Parmi les défenseurs du film, on trouve Roger Ebert : « le film n'est pas un chef-d'oeuvre, mais je ne comprends pas la méchanceté de certaines des critiques […] c'est un divertissement léger, simple, stylé… si [Bogdanovich] n'est pas particulièrement bon, au moins il donne un peu de plaisir et de bonne musique. » Dans un documentaire sur sa carrière, Bogdanovich s'est plaint d'avoir été influencé par les projections-test de remonter le film avant sa sortie. Il remonta à nouveau le film par la suite pour sa diffusion sur les chaînes câblées l'année suivante. Un fan du film, un monteur qui préférait la première version du réalisateur, a secrètement conservé la première version et l’a glissé parmi les autres. Quand la nouvelle de la diffusion de cette version sur Netflix est parvenu à Bogdanovich, il contacta la Fox, fit quelques retouches à la dite version, créant une director's cut, sortie en 2013.

### L'Exorciste 2: L'Hérétique(1977)
L'Exorciste 2 : L'Hérétique (Exorcist II: The Heretic) est la suite du film de 1973 de William Friedkin oscarisé, réalisé par John Boorman. Alors que le critique cinéma Mark Kermode considérait le premier comme son film préféré, il considère la suite comme le pire film jamais fait. Les Golden Turkey Awards l'ont classé 2e des pires films jamais faits, derrière Plan 9 from Outer Space. Le critique Bill Chambers en dit qu'il est « peut-être le pire film jamais fait et sûrement la pire suite jamais faite. » Friedkin considère que cette suite diminue l'impact de l'original et trouve qu'il s'agit d'« un des pires films que j'ai jamais vus. » Finalement, le film a été tellement détesté que Boorman l'a renié. Dans une interview avec Bob McCabe pour le livre The Exorcist: Out of the Shadows, il avoue que « la faute que j'ai commise a été de ne pas donner au public ce qu'il voulait en termes d'horreur. »

### L'Inévitable Catastrophe(1978)
L'Inévitable Catastrophe (The Swarm) est un film d'horreur montrant une invasion d'abeilles tueuses dans le Texas, réalisé et produit par Irwin Allen. Malgré la distribution prestigieuse (Michael Caine, Henry Fonda, Richard Widmark et Olivia de Havilland), ce fut un échec commercial et un désastre critique. Pour sa sortie au Royaume-Uni, le Sunday Times décrit The Swarm comme « simplement le pire film jamais fait. » Leslie Halliwell le décrit comme « un désastre filmique évident avec des dialogues ridicules. » Dans l'article de The Guardian consacré à L'Inévitable Catastrophe, on lit : « on pourrait y voir une mauvaise blague, sauf qu'elle a coûté 12 millions de dollars, 22 millions d'abeilles, et plusieurs années de la vie d'un homme. » Barry Took, pour Punch, déclare : « l'histoire est d'une banalité qui n’a d'égale que la rigidité du jeu d'acteur. » Le magazine Time Out décrit L'Inévitable Catastrophe comme « un film catastrophe risiblement inapproprié. »
L'Inévitable Catastrophe est cité dans plusieurs livres compilant les pires films, dont The Golden Turkey Awards des frères Medved.

### Œil pour œil(1978)
Œil pour œil (I Spit on Your Grave) est devenu controversé pour sa violence graphique et ses longues représentations de viol en réunion. Aucun distributeur n'en a voulu avant 1980, où il a obtenu une sortie élargie. Luke Y. Thompson du New Times déclare : « les défenseurs du film ont affirmé qu'il était pro-femme parce que la protagoniste gagne à la fin, ce qui revient à dire que les combats de coq sont pro-volaille parce qu'il en reste toujours un debout. » Le critique David Keyes le désigne comme un des pires films des années 1980. Scott Tobias de The A.V. Club le qualifie d'« un des plus écœurants exemples d'exploitation de son époque » et Patrick Naugle de DVD Verdict en dit qu'« il s'agit d'un des trucs les plus inhumains, infâmes et moralement répréhensible devant lesquelles j'ai dû m'asseoir. » Roger Ebert lui donne une note nulle, le décrivant comme « un infect sac d'ordures… sans un soupçon de démarche artistique […] ce fut l'une des expériences les plus déprimantes de ma vie. » Le critique le citera dans sa liste des « plus détestés » et le considère comme le pire film jamais fait,. Gene Siskel le considère également comme un des pires films jamais faits. L'auteur James Livingston écrit dans The World Turned Inside Out que I Spit on Your Grave est le 2e pire film jamais faits, Film Racket le met à la première place de leur série "Worst Movie Ever", et Flavorwire le classe à la 11e place des pires films jamais faits.
Malgré la réception très dure faite par certaines critiques, le film a un taux d'approbation de 55 % sur Rotten Tomatoes, de meilleurs critiques disant qu'« il montre la dure, choquante réalité du viol, dans sa brutalité la plus crue. »

### Caligula(1979)
Le drame érotico-historique Caligula, réalisé par Tinto Brass, sur l'Empereur romain, a été en partie financé par le fondateur du magazine Penthouse Bob Guccione. Le film, à la distribution prestigieuse (Malcolm McDowell, Helen Mirren, Peter O'Toole et John Gielgud) est connu pour ses scènes de sexe explicites et sa violence, dont six minutes de scènes pornographiques filmées par Guccione et un autre réalisateur. La controverse autour de Caligula a commencé avant sa sortie après que Gore Vidal, auteur du script, a pris ses distances avec le film. Lors de la sortie de Caligula, les critiques ont été très hostiles, reprochant au film ses scènes de sexe extrême, sa violence et son manque de cohérence narrative. Rex Reed du New York Magazine décrit le film comme « une fosse à déchets pourris. » Roger Ebert donne à Caligula une note nulle, le qualifiant de « bouse écœurante, totalement inutile, honteuse », l'accusant d'être artistiquement vulgaire dans sa représentation du sexe et de la violence, et pour son incompétence technique dans sa réalisation et sa structure. Caligula est un des rares films qu'Ebert n'a pas pu regarder jusqu'à la fin (deux heures sur les 170 minutes du film), après s'être senti « dégoûté et incroyablement mal à l'aise » ; il le citera parmi sa liste des « Most Hated », déclarant plus tard qu'il s'agit du pire film qu'il ait jamais vu. Jay Scott, critiquant Caligula pour The Globe and Mail, dit que « Caligula ne fonctionne pas, à aucun niveau » et que le film et sa production « constituent un cafouillis hors normes. » Aussi négative que fut sa réception initiale, le journal australien The Age a dit de Caligula qu'il a été « dénoncé par les critiques de partout comme un des pires films jamais faits. » Leslie Halliwell le décrit comme « une infecte curiosité qui n'intéressera que les sadomasochistes. » The Hamilton Spectator dira plus tard de Caligula qu'il est « peut-être un des pires films jamais faits. » Joe Holleman, dans un article du St. Louis Post-Dispatch sur les films historiques se déroulant dans la Rome antique, dit : « deux des pires films du XXe siècle se déroulent dans la Rome antique… Cléopâtre et Caligula. » Christopher Armstead, critiquant Caligula pour le site Film Critics United, déclare : « Tout compte fait, il se peut que ce soit le pire film jamais fait. »

## Années 1980

### La Porte du paradis(1980)
Le western épique La Porte du paradis (Heaven's Gate), inspiré de la guerre du comté de Johnson dans le Wyoming au cours des années 1890, est marqué par de nombreux dépassements de budget et de temps, principalement dus à l'extrême attention aux détails du réalisateur Michael Cimino. Il demande au moins 50 prises par scène, et refuse de tourner tant qu'il ne peut pas filmer un nuage qu'il aimait. Le film coûta 44 millions de dollars, pour n'en rapporter que 3,5 au cours de son exploitation en salles. La version originale dure presque quatre heures et est retirée des cinémas après une semaine à cause des critiques désastreuses. Une version de 149 minutes ressort plus tard mais le mal est fait. Vincent Canby le qualifie notamment de « désastre absolu » entre autres[réf. nécessaire]. Roger Ebert le décrit comme « le désastre cinématographique le plus scandaleux que j'ai jamais vu ».
Après que la rumeur de sa nature rebelle et acharnée envers le studio United Artists s'est répandue (détaillé dans Final Cut de Steven Bach, un employé du studio impliqué dès le début de la production).[incompréhensible]
En février 2010, les lecteurs du magazine Empire l'élisent 6e pire film de tous les temps. La même année, Joe Queenan de The Guardian le désigne aussi comme le pire film jamais fait, disant qu'une bonne partie du métrage était « au-delà du croyable ». Cimino était auparavant considéré comme un réalisateur à suivre, après avoir fait Voyage au bout de l'enfer (qui avait remporté cinq Oscars, dont celui du meilleur film et du meilleur réalisateur), mais sa réputation ne s'est jamais remise de La Porte du paradis. La production est aussi connue pour la cruauté animale à l'écran et sur le tournage, comme l'abattage filmé de chevaux tués à l'explosif. Le film entraîne la fin de United Artists en tant que studio hollywoodien indépendant (l'entreprise propriétaire la revendit à Metro-Goldwyn-Mayer, qui la détient toujours), mais aussi la carrière de Cimino qui ne tournera rien avant L'Année du dragon en 1985.
Malgré les critiques virulentes, la réputation du film s'est améliorée avec les années. À la fin de l'année 2012, lors du New York Film Festival, où c'est le premier film montré, on projette la director's cut restaurée. The Times décrit cette version comme un « chef-d’œuvre moderne » et la version de 1980 comme « une des plus grandes injustices du cinéma ». Manohla Dargis du New York Times dit que le film « a été qualifié de désastreux ou honteux, maintenant il est auréolé du titre de chef-d’œuvre ». Kris Kristofferson a toujours défendu le film et son réalisateur, déclarant espérer que Cimino puisse retrouver son statut afin d'être engagé sur un film où son talent serait reconnu et produirait un succès. Le film bénéficie aussi d'une sortie Blu-ray et DVD chez Criterion Collection, distributeur connu pour ne sortir que des films importants et des succès critiques.

### BIM Stars(1980)
Opéra rock disco se déroulant en 1994, BIM Stars (The Apple, aussi connu sous le titre Star Rock) raconte le parcours de deux jeunes chanteurs, Alphie (George Gilmour) et Bibi (Catherine Mary Stewart) qui se retrouvent piégés par le corrompu Mr. Boogalow (Vladek Sheybal). The Apple est réalisé par Menahem Golan, qui espérait bénéficier du succès de films musicaux comme Saturday Night Fever et Grease. Lors de sa sortie aux États-Unis, The Apple a été détruit par la critique et fut un échec critique,. Une légende urbaine hollywoodienne veut que le public de la première du film était si furieux qu'il a jeté ses copies promotionnelles de la bande originale à l'écran. Sean Burns du Philadelphia Weekly a été très dur contre le film : « The Apple n'est pas seulement la pire comédie musicale disco jamais faite ; c'est peut-être le pire film jamais fait, point. » Bill Gibron de DVD Verdict décrit le film comme « une boule à facettes moisie d'un kitsch outrageant qui veut se faire passer pour une fable futuriste. » Gibron considère les parties musicales comme ratées et ajoute « The Apple devait être une célébration de tout ce qui a du style. Au lieu de cela, il a l'air sérieusement dérangé. » Eric Henderson du magazine Slant donne à The Apple la note de 1/4 et dit que « chaque chanson de ce maudit film est nulle. » Il ajoute : « le mauvais goût sans honte [du film] est sûr de plaire au genre de personnes qui ne réaliseraient même pas qu'on leur file une gifle. » Nathan Rabin de The AV Club critique le film dans sa série "My Year Of Flops", dit : « le génie particulier de The Apple est qu'à chaque fois qu'on se dit que le film ne peut pas aller plus loin, il s'enfonce dans la bizarrerie dans des niveaux indescriptibles. Il est de ce sous-ensemble de films tellement sous influence et surréaliste qu'il en fait à son public qu'il est totalement défoncé alors qu'ils sont plus que sobres. » Le site Nanarland tente une comparaison avec Phantom of the Paradise : « BIM Stars, à vouloir à tout prix retrouver les accents faustiens et la posture volontairement grotesque du classique de De Palma, se vautre non seulement la gueule la première sur cette frontière mais en plus y laisse des plumes. »
En 2013, The Apple est sorti en vidéo à la demande sur la plateforme RiffTrax avec un commentaire satirique fait par les anciens présentateurs de Mystery Science Theater 3000 – Michael J. Nelson, Kevin Murphy et Bill Corbett.

### Inchon(1981)
Le film de guerre Inchon, réalisé par Terence Young avec Laurence Olivier dans le rôle du Général Douglas MacArthur, devait représenter la bataille d'Incheon lors de la Guerre de Corée. Le producteur Mitsuharu Ishii était un membre senior de la branche japonaise de l'Église de l'Unification, dont le leader, Sun Myung Moon, affirmait qu'il voulait à travers le film montrer la spiritualité de MacArthur et sa connexion avec Dieu et le peuple japonais. Son coût de production estimé de 46 millions de dollars n'a remporté que 5 millions au box-office, et la chronique du New York Times écrite par Vincent Canby décrit le film comme « la série B la plus chère jamais faite. » The Washington Post décrit Inchon comme « un des plus grands désastres commerciaux de l'histoire du cinéma. »
La production a connu tous les problèmes possibles, comme des problèmes de personnel, le retrait du soutien de l'armée américaine devant l'implication de l’Église de l'Unification, des catastrophes naturelles et une météo désastreuse, des problèmes avec les costumes, des erreurs de direction onéreuses, et le départ du premier réalisateur engagé (Andrew McLaglen) avant le tournage. La performance d'Olivier a peu convaincu . Beaucoup de critiques décrivent Inchon comme le pire film jamais fait, dont The Washington Post, Newsweek, TV Guide et le Canadian Press. Inchon est également cité dans des livres listant les pires films, comme The Hollywood Hall of Shame de Harry et Michael Medved, et The Worst Movies of All Time de Michael Sauter. Inchon n'est jamais sorti en vidéo aux États-Unis.

### Tarzan, l'homme singe(1981)
Le film d'aventure Tarzan, l'homme singe, adapté du roman Tarzan of the Apes d'Edgar Rice Burroughs, montre Miles O'Keeffe dans le rôle-titre et Bo Derek dans celui de Jane Parker, et est raconté du point de vue de Jane. Malgré un succès au box-office, il a été très durement reçu par les critiques à sa sortie en salles pour sa mise en scène peu inspirée, son mauvais jeu d'acteur et son humour involontaire. Leonard Maltin, pour Movie Guide, dit que le film « manque d'action, d'humour et de charme », et le trouve si mauvais qu'il a « presque forcé les éditeurs du livre à chercher une note plus basse que zéro. » Leslie Halliwell est tout aussi dur ; il décrit Tarzan, l'homme singe comme « certainement le pire des films Tarzan et peut-être le film le plus banal fait jusque-là ; même les animaux jouent mal. » L'auteur Thomas S. Hischak le décrit ainsi : « Produit et réalisé sans le moindre talent par John Derek, Tarzan, l'homme singe se classe souvent dans les premières places des pires films jamais faits. » Le critique John Nesbit le considère pour « [son] choix pour le pire film jamais fait », alors que Matt Brinson de Creative Loafing écrit : « cette atrocité cinématographique est vraiment un des pires de tous les temps. » Il a un taux d'approbation de 11 % sur Rotten Tomatoes fondé sur 19 critiques.

### Maman très chère(1981)
Maman très chère est une adaptation des mémoires de Christina Crawford du même nom racontant sa mère Joan Crawford. L'auteur Michael Sauter le cite dans son livre The Worst Movies of All Time. Il a reçu, comme le remarque le présentateur Richard Crouse, « certaines des pires critiques jamais faites. » Eric Henderson de CBS Minneapolis l'a mis à la tête de sa liste des "Best 'Worst Movies Ever". Roger Ebert dit du film : « Je ne peux pas imaginer qu'on puisse se projeter dans ce film. Mommie Dearest est une expérience douloureuse qui parle sans fin, alors que la relation de Joan Crawford avec sa fille Christina se désintègre de la cruauté au pathos en passant par la jalousie. » A propos de la performance de Faye Dunaway, Variety dit : « Dunaway ne surjoue pas. Dunaway s'installe précisément à chaque coin du plateau dans chaque scène et envahit tout, co-stars et le reste. »
Malgré les critiques de l'époque, le film a été un succès au box-office, engendrant 39 millions de dollars de recettes pour un budget de 5 millions. Il a un taux d'approbation de 55 % sur Rotten Tomatoes, qui résume : « la version de 1981 du film était évidemment faite pour être prise au sérieux, mais la direction mélodramatique de Frank Perry et le surjeu de Joan Crawford par Faye Dunaway (dont on voit le maquillage) a toujours sembler inspirer l'hilarité peu importe où ou quand le film est montré. »

### Dünyayı Kurtaran Adam(Turkish Star Wars, 1982)
Le film de science-fiction turc Dünyayı Kurtaran Adam (plus connu sous le nom de Turkish Star Wars), réalisé par Çetin İnanç et avec Cüneyt Arkın est connu pour son utilisation sans autorisation d'images de succès de la science-fiction, notamment Star Wars, et de bandes originales comme Moonraker et Les Aventuriers de l'arche perdue. Le film est aussi critiqué pour son scénario illogique, ses mauvais dialogues et ses effets spéciaux fauchés,. Jos Kirps de ArticlesBase le désigne comme « le pire film jamais fait » et dit : « il y a beaucoup de mauvais films de science-fiction, et pendant de nombreuses années les amateurs de cinéma ont considéré Plan 9 from Outer Space d'Ed Wood comme le pire film de tous les temps. Mais Plan 9 est plutôt bon comparé à Dünyayi Kurtaran Adam. » Sabah le qualifie de « pire film du monde ». Hürriyet décrit le film comme « siégeant sur le trône » lorsqu'il est comparé aux autres nanars cultes. Toronto Standard l'appelle « Star Wars à un dollar » et le compare à l'œuvre d'Ed Wood. Les chroniqueurs du site Nanarland lui accordent la note maximale de 5/5, le film étant qualifié de « Saint Graal nanarifique ». Après le phénomène autour du film, une suite, L'homme qui sauva le monde, le retour (Dünyayı Kurtaran Adam'ın Oğlu), est réalisée en 2006 avec plusieurs membres du film original.

### Howard… une nouvelle race de héros(1986)
Produit par George Lucas et fondé sur le personnage de Marvel Comics, Howard… une nouvelle race de héros (Howard the Duck) a été très décrié par les critiques à sa sortie. Les auteurs Marc Weinberg et Leonard Maltin d'Orange Coast Magazine ont critiqué le choix de faire un film avec de vrais acteurs,. Maltin le décrit comme « un bordel désespérant… une production gargantuesque qui a créé un mal de tête gargantuesque. » L'apparence de Howard a été considérée comme peu convaincante avec sa bouche qui bouge peu et son visage incapable de figurer l'ivresse, la perversion ou une quelconque expression. Les critiques ont aussi pointé le mauvais jeu d'acteur et l'humour, trouvant le film ennuyeux,. Jay Carr pour The Boston Globe dit qu'« il n'y a rien de pire que Howard », Glenn Heath Jr. pour Slant Magazine écrit qu'« il a une place de choix parmi les pires films jamais faits » et TV Guide le décrit comme « un des pires films à gros budget jamais faits. » Le site Rotten Tomatoes donne au film un taux d'approbation de 15 % fondé sur 32 critiques, faisant de lui la production Lucasfilm la plus mal notée du site. Howard the Duck a été cité parmi les 50 pires films jamais faits du magazine Empire.
Les réactions négatives ont un effet dur pour la distribution, dont certains membres n'ont pas pu trouver d'autres projets par la suite et l'échec commercial du film contraindra George Lucas à revendre la section animation de LucasFilms à Steve Jobs.

### Ishtar(1987)
Ishtar a été écrit et réalisé par Elaine May, avec les acteurs oscarisés Warren Beatty et Dustin Hoffman dans les rôles de Rogers et Clarke, deux chanteurs de salon sans talent qui partent pour le Maroc dans l’espoir de trouver une nouvelle place. Le tournage compliqué dans le désert - qui a entrainé de nombreux reshoots - a fait que le film a dépassé son budget de 30 millions de dollars. Pour un budget final de 55 millions de dollars, Ishtar n'a réuni que 14 375 181 dollars au box-office nord-américain, Ishtar est donc considéré comme un échec. Il a également été éreinté par la critique. Roger Ebert a dit : « Ishtar est un film vraiment épouvantable, un exercice morne, massif, lourd de comédie ratée. » Gene Siskel le décrit comme « très morne » et « maussade », et ensemble, ils l'ont désigné comme le pire film de 1987 dans Siskel & Ebert & The Movies.
San Jose Mercury News dit : « le temps n'a pas amélioré la réputation de ce film comme un des pires jamais faits. » Le magazine Time Out suggère qu'il est « tellement mauvais que ce doit avoir été fait exprès », et le désigne comme « un des pires films jamais faits » tandis que Hot Air en parle comme « le Citizen Kane des accidents à gros budget. » Il est cité dans le livre de Michael Sauter The Worst Movies of All Time et Richard Roeper l'inclut dans sa liste des pires quarante films qu'il a vus. En 1999 Time place le film dans une liste des 100 pires idées du XXe siècle.

### Superman IV(1987)
Superman IV (Superman IV : The Quest For Peace) est le dernier des films Superman avec Christopher Reeve, avec Mark Pillow dans le rôle du méchant Nuclear Man. Détesté par les fans comme les critiques, c'est le film de la franchise au plus faible résultat au box-office, ne rapportant que 15 681 020 dollars au box-office nord-américain. Beaucoup de critiques ont pointé la mise en scène peu inspirée, le jeu d'acteur et les effets spéciaux (comme une scène où Superman répare la Grande Muraille de Chine avec sa super-vision), et d'autres ont reproché les libertés prises avec les comics d'origine. Les effets spéciaux ont amené Rita Kempley du Washington Post à l'appeler « un des films les plus ridicules jamais faits. » Le critique Jeffrey Lyles a été tout aussi violent, affirmant que le film « n'est pas seulement un des pires films de comic book, c'est un des pires films jamais faits. » Actuellement, Superman IV a un taux d'approbation de 12 % sur Rotten Tomatoes fondé sur 41 critiques. Il est cité dans la liste des 50 pires films de tous les temps du magazine Empire et dans les 50 pires films de MRQE.

### Les Crados, le film(1987)
Les Crados, le film (The Garbage Pail Kids Movie) est une adaptation live-action de la série de cartes éponyme, elle-même parodie vulgaire des poupées Cabbage Patch Kids (en). Les protagonistes sont interprétés par des acteurs nains dans des costumes au rabais, avec un visage inexpressif et mal animé. Le film est souvent critiqué pour son humour grossier, son scénario sans aucun sens, son univers mal expliqué, le mauvais jeu d'acteur et l'apparence dérangeante des Crados. Il a un taux d'approbation de 0 % sur Rotten Tomatoes. Caryn James du New York Times dit que le film est « trop repoussant pour les enfants ou les adultes de tout âge » et « suffit à convaincre de l’intérêt des pensionnats et de l'éducation stricte. » Carlos Coto du Sun-Sentinel le considère comme « un des pires films jamais faits. » Une bonne partie du film est estimée inappropriée pour les enfants, le public visé. Au cours du film, les Crados volent, se battent, mordent, pètent, menacent d'un couteau, s'urinent dessus et écrasent des voitures. En plus de l'humour scatologique, le film montre des images sexuelles, de la violence et de l’alcool. Des parents choqués ont lancé une pétition nationale qui a entraîné le retrait de la circulation. L'exploitation raccourcie a causé de faibles recettes, le film n'amassant que 1 576 615 dollars.

### Les Dents de la mer 4(1987)
Il s'agit du quatrième volet de la série des Dents de la mer. Le film a été unanimement critiqué pour son scénario jugé irréaliste, le jeu des acteurs, la qualité douteuse des effets spéciaux et l'aspect de certaines scènes frisant le ridicule. Le film a une côte de 0 % sur le site agrégateur Rotten Tomatoes, le célèbre critique Roger Ebert a décrit le film comme « ridicule de bout en bout et incompétent dans la mise en scène », il reproche entre autres au film de faire avoir au personnage principal joué par Lorraine Gary des flash-backs de scènes du premier film où elle n'était même pas présente, de même que le ridicule de certaines scènes, notamment celle où l'un des personnages se fait engloutir par le requin pour réapparaître quelques instants plus tard dans l'eau superficiellement blessé et capable de parler. Le mécanisme du requin a été également beaucoup moqué, notamment sa façon de nager extrêmement lente et toujours de travers ; on aperçoit lors d'une scène une fermeture éclair derrière l'aileron du requin, la mort du requin jugée proprement fantaisiste, sa faculté à poursuivre jusqu'aux Bahamas le personnage principal, à vouloir se venger, à être connecté sensoriellement avec ce dernier, et à rugir.

### Leonard Part 6(1987)
Leonard Part 6, écrit, produit et interprété par Bill Cosby, était pensé comme une parodie des films d'espionnage. Leonard Parker, ancien espion de la CIA, sort de sa retraite pour sauver le monde d'un végétarien maléfique qui lave le cerveau d'animaux pour tuer. Cosby lui-même a renié le film, et conseillé de ne pas aller voir le film en salles lors de sa sortie. Rita Kempley pour le Washington Post a remarqué le fort placement de produit pour Coca-Cola et dit: « le seul point positif à propos de Leonard Part 6 de Bill Cosby est qu'on n'a pas eu à voir les parties 1 à 5. » Scott Weinberg pour DVD Talk décrit le film comme « un des pires films que vous verrez. […] Des films aussi mauvais doivent être maniés avec des gants en Teflon et une paire de tongs. » Kevin Thomas pour le Los Angeles Times a dit : « il n'y a virtuellement rien dont on doit rire dans le film, et trop de tout le reste. » Total Film cite Leonard Part 6 dans leur liste des 66 pire films de tous les temps.

### Hobgoblins(1988)
Hobgoblins, de Rick Sloane, est globalement considéré comme une copie qui a voulu profiter du succès du film Gremlins de 1984. Il est devenu populaire en 1998 après être passé dans un épisode de Mystery Science Theater 3000. L'auteur de l'émission Paul Chaplin commentera plus tard Hobgoblins en disant : « Oh bon sang. Vous n’avez pas idée de la torture que cela a été de voir ce film plusieurs fois en une semaine. Il se propulse au sommet de la liste des pires films qu'on a chroniqués. » Greg Muskewitz de Efilmcritic.com le décrit comme « le pire cauchemar de Jim Henson », et David Cornelius de DVD Talk déclare : « il n'y a aucun aspect de ce film qui ne soit pas la pire chose jamais faite. » Après avoir vu l'épisode de MST3K, Sloane a été inspiré pour une suite, sortie en 2009.

### Mac et moi(1988)
Mac et moi (Mac and Me) parle d'un garçon en fauteuil roulant qui rencontre un extraterrestre qui a atterri malgré lui sur Terre. Le film a été motivé par le succès de E.T. l'extra-terrestre (le titre original, Mac and Me, est dérivé du titre de travail de E.T.—E.T. and Me), et de l'utiliser comme film promotionnel pour Coca-Cola et McDonald's. Une scène du film montre un numéro de danse inattendue avec l’extraterrestre (vêtu d'un costume d'ours), une équipe de football, Ronald McDonald, et toutes les personnes se trouvant proche du restaurant McDonald's où le numéro se déroule. Le film crédite le personnage de Ronald McDonald comme « lui-même ».
Mac and Me a un taux d'approbation de 0 % sur Rotten Tomatoes, et Leonard Maltin le décrit comme « plus une publicité télévisée qu'un film. » Scott Weinberg de eFilmcritic.com le considère comme « probablement un des pires films des 435 dernières années » et Marjorie Baumgarten pour le Austin Chronicle le voit comme « une copie éhontée d'E.T.. » Le réalisateur Morgan Spurlock a dit que « c'est la pire, pire, pire, pire, pire chose que vous verrez dans toute votre vie. » Spurlock parle aussi du film comme l'exemple le plus flagrant de placement de produit.

### Things(1989)
Le film d'horreur indépendant à petit budget canadien Things (en) a été écrit et produit par Andrew Jordan et Barry J. Gillis. Il a coûté environ 35 000 dollars et a marqué les débuts dans le cinéma traditionnel de l'actrice de films pornographiques Amber Lynn. Il fait clairement hommage aux classiques de l'horreur, comme George A. Romero et son film La Nuit des morts-vivants. L'auteur de They Came From Within: A History of Canadian Horror Cinema Caelum Vatnsdal décrit Things comme le « pire film canadien jamais fait. » Critic Online le décrit comme « définitivement une des pires atrocités jamais filmées. » Severed Cinema déclare qu'« une nouvelle génération de fans d'horreur et ceux qui ont recherché à voir cette bouse luisante des années durant peuvent maintenant vivre l'expérience de cette infâme abomination. » Le magazine Cinema Sewer a plusieurs fois fait référence au film comme le pire film jamais fait. Robin Bougie, fondateur et éditeur, a précisé : « je ne dis pas [mauvais] dans le sens où Troma fait des mauvais films. Je veux dire mauvais avec les meilleures intentions, comme tous les autres nanars. Vous aimez vous faire mal avec des mauvais films ridiculement nuls, bêtes, gores, stupides ?? Things est le putain de roi des nanars… Croyez moi, vous n'avez jamais rien vu de ce genre dans votre vie. C'est absolument stupéfiant comme il détruit le cerveau de quiconque le regarde. » Jeff Kirschner de Dread Central (en) le décrit aussi comme le pire film jamais fait. Things a été cité dans un épisode de RedLetterMedia appelé Half in the Bag : pendant le débat, Jay Bauman déclare que Things est « probablement un des pires films jamais faits », ce à quoi Mike Stoklasa répond : « J'aurais enlevé « probablement ». »

## Années 1990

### Troll 2(1990)
Troll 2 est un film d'horreur italien au titre trompeur : il n'y au aucun troll dans le film (les monstres sont des gobelins) et n’est pas la suite de Troll, lui aussi peu apprécié. Sorti de façon discrète, il a gagné un succès populaire par la suite ; NPR dit qu'il est « connu pour être le pire film de tous les temps » et The AV Club en parle comme « un candidat populaire au titre de pire film jamais fait. » Rumsey Taylor de Not Coming to a Theater Near You reconnait qu'il s'agit d'« un des pires films jamais faits. » Ken Hanke de Mountain Xpress lui donne la note de 0,5/5, dans sa critique connue pour la phrase : « Il a des films qui sont mauvais. Il y a des films qui sont des nanars. Et puis il y a Troll 2 — un film si mauvais qu'il défie la compréhension. » De plus, TV Guide déclare que « Troll 2 est vraiment aussi mauvais qu'on le dit. » En 2014[Quand ?], le film avait un taux d'approbation de 6 % sur Rotten Tomatoes. Près de 20 ans après sa sortie, l'enfant qui jouait un rôle principal, Michael Stephenson, a fait un documentaire autour de sa production et des fans appelés Best Worst Movie, sorti en 2009.

### Highlander 2: The Quickening(1991)
Le film franco-britannique Highlander II: The Quickening est la suite du film culte Highlander, qui change de genre en passant du fantastique à la science-fiction et réintroduit de façon rétroactive les guerriers mystiques du premier film en extra-terrestres, a reçu des critiques violentes de la part de la presse et du public. Les 23 critiques compilées sur Rotten Tomatoes sont toutes négatives, lui donnant un taux d'approbation de 0 %. Les critiques s'accordent sur l'absence de motivation pour les personnages, le mépris de l’univers et des personnages établis (comme la nouvelle origine des Immortels), les nombreux trous scénaristiques du film, un scénario qui va dans tous les sens, l'incapacité du réalisateur à parvenir à rendre le tout compréhensible, la résurrection inexpliquée de Ramirez, et l'inconstance du film.
Roger Ebert du Chicago Sun-Times lui donne une note de 0,5/4, disant : « Highlander II: The Quickening est le film incompréhensible le plus hilarant que j'ai vu depuis longtemps — un film presque génial dans sa médiocrité. Peu importe quand les fans de science-fiction se réuniront, dans les décennies et les générations à venir, on se souviendra de ce film dans un soupir comme une des déceptions immortelles du genre. […] S'il y a une planète quelque part où la civilisation est fondée sur les pires films de tous les temps, Highlander 2: The Quickening mérite une place de choix parmi leurs trésors les plus précieux », et le désigne pire film de 1991. Lui donnant la note de 2/10, IGN dit : « À quel point ce film est-il mauvais ? Hé bien, imaginez qu'Ed Wood soit encore en vie aujourd'hui et qu'on lui confie un budget de plusieurs milliers de dollars. Voyez son imagination s'affoler, amenant des extraterrestres du fin fond de l'espace avec des fusils surpuissants, des immortels qui se ressuscitent les uns les autres en disant leurs noms, des duels épiques sur des skateboards volants, et un mépris évident pour tout ce qui est logique ou déjà établi — maintenant vous commencez à apercevoir ce qu'est Highlander II. » Avec une note de 1/5, Christopher Null de Filmcritic.com dit : « Highlander est devenu une sorte de blague, et voilà comment la blague a commencé. […] Incompréhensible ne suffit pas à l'expliquer. Ce film est l’équivalent du gag "Hé, regarde derrière toi". Vous regardez, et le type que vous vouliez frapper est parti se cacher. »
En 1995, le réalisateur du film Russell Mulcahy a ressorti une director's cut sous le nom de Highlander 2: Renegade Version, puis une troisième version, Highlander 2: The Special Edition pour la sortie en DVD en 2004. Le film a été remonté en grande partie avec les matériaux existants, certaines scènes ont été supprimées et d'autres rajoutées, et la suite des événements totalement changée. Ces versions ont été mieux reçues que la première, mais restent selon les critiques de faible qualité.

### Intensive Care(1991)
Le film d'horreur/slasher néerlandais Intensive Care (en) montrait le chanteur populaire flamand Koen Wauters, dans l'espoir d'attirer le public. Le film raconte l'histoire d'un chirurgien (George Kennedy) qui survit à un accident de voiture dont il sort grièvement brûlé et dans le coma pendant 7 ans. À son réveil, il commence à laisser des morts sur son passage sans raison. Il poursuit les protagonistes – une jeune femme, son frère et son petit-ami (Koen Wauters) – et essaie de les tuer, sans qu'il soit expliqué pourquoi il cherche à les tuer ni comment il survit aux attaques qu'il subit, scènes dans lesquelles Kennedy est clairement remplacé par une doublure. Dans une des scènes les plus connues, le petit-ami de l'héroïne gît à terre, saignant de ses blessures au couteau, et elle remarque : « Moet ik een pleistertje voor je halen? Jeetje mina! » (« Est-ce que tu veux un petit pansement ? Par tous les dieux. »).
Le film a été un échec commercial en plus d'avoir été démoli par les critiques. De Volkskrant écrit : « un film où chaque aspect devient tellement mauvais qu'on dirait presque une parodie. » Il a gagné en popularité devant son mauvais jeu d'acteur, ses effets spéciaux pas convaincants, le mauvais anglais, et un scénario rempli de trous. Le film est devenu une tradition à chaque édition du festival de films de séries B belgo-hollandais Nacht van de Wansmaak et est souvent désigné « pire film hollandais jamais fait ». Par sa réputation, il a été honoré au "Hall of Shame" du festival,,.

### Cattive ragazze(Bad Girls, 1992)
Le thriller érotique italien Cattive ragazze (Bad Girls) a été réalisé par la journaliste de ragots Marina Ripa Di Meana, et montre Eva Grimaldi dans le rôle d'une femme récemment divorcée tombant amoureuse d'un strip-teaseur, avec à l'affiche Anita Ekberg et Burt Young. La production a eu une mauvaise publicité, financée par le Ministère des Biens et Activités culturels. Paolo Mereghetti dans son encyclopédie du cinéma Dizionario dei Film a décrit le film comme « …un bordel ennuyeux qui ne sera utile qu'à ceux qui ne comprennent pas le cinéma […] il entre en course pour le titre du pire film de l'histoire du cinéma et gagne » ! G. Giraud écrit dans Il Lavoro que Cattive ragazze « ne ressemble en rien à un vrai film, ou même ressemble à quoi que ce soit vu au cinéma, même à ses pires moments. » Le critique Marco Giusti en parle « un des piliers du pire du cinéma italien. » Cattive ragazze est le seul film fait par sa réalisatrice Ripa Di Meana.

### Frozen Assets(1992)
Frozen Assets (en), une comédie américaine de 1992 avec Corbin Bernsen et Shelley Long, réalisée par George T. Miller, montre un banquier de Los Angeles (Bernsen), qui décroche un nouveau poste dans ce qui s'avère être une banque de sperme. Après la confusion originale, le banquier et son infirmière (Long) se retrouvent à gérer une baisse des dons à laquelle il remédie par un concours d'abstinence pour les sauver des « dépôts », au désespoir de la maison de passe locale.
Le film est souvent démoli, notamment par Gene Siskel et Roger Ebert, dans leur émission At the Movies with Siskel and Ebert, qui ont déclaré : « C'est un des films les plus stupides que j'ai jamais vus » et « voir ce film est une des expériences les plus déprimantes que j'ai eues depuis que je vais au cinéma » ; ce dernier dira qu'il s'agit de la « pire comédie jamais faite » et, dans sa critique en journal « un film de gamins à l'esprit salace ; chaque personnage est plus bête que le chien écrasé moyen. C'est un film à voir dans un silence mortifié. Le désigner comme le pire de l’année serait encore trop gentil. » Le film a été un échec total, n'engrangeant que 376 008 $,. Alonso Duralde a dit qu'il est « considéré par beaucoup comme le pire film des années 1990. »

### Ax 'Em(1992)
Ax 'Em, ou dans son titre d'origine The Weekend It Lives, est un film d'horreur écrit, produit, réalisé et avec dans le rôle principal Michael Mfume. Réalisé en 1992 mais n'étant sorti en vidéo qu'en 2002, il montre un groupe d'amis afro-américains partir dans une cabane dans les bois où ils seront traqués et tués par un de leurs amis, disparu et supposé mort après avoir massacré sa famille. Le film est critiqué pour sa piètre qualité de production : utilisation d'un caméscope familial à bas prix donne des images de basse qualité et des dialogues souvent inaudibles, acteurs sans direction et interprétant des personnages stéréotypés, aucun montage faute de moyens.
Ax 'Em est un des films les plus mal notés sur IMDb.com avec une note de 1,3/10. Jason Adams pour JoBlo.com le désigne comme le pire film qu'il ait jamais vu : « Je n'arrive pas à croire que des personnes si clairement incompétentes ont été capables de créer un produit fini et le sortir. Sans exagérer : vous pouvez aller dans votre jardin avec n'importe qui et n'importe quoi sous la main et faire un meilleur film. » Il est listé parmi les dix pires films d'horreur jamais faits sur Nerdly.uk.

### L'Irrésistible North(1994)
Le film L'Irrésistible North (North) de Rob Reiner est une adaptation du roman North: The Tale of a 9-Year-Old Boy Who Becomes a Free Agent and Travels the World in Search of the Perfect Parents de Alan Zweibel, qui a écrit le scénario et tient un petit rôle dans le film. North, qui marque les débuts à l'écran de Scarlett Johansson, a été un échec critique et commercial, ne remportant que 7 138 449 $ en recettes mondiales. Les critiques pointent le scénario, sa distribution de stars incarnant des personnages inintéressants, le manque d'humour, les allusions à la pédophilie et la représentation stéréotypée de certaines ethnies. Il a un taux d'approbation de 15 % sur Rotten Tomatoes. Roger Ebert lui donne une note nulle et écrit : « Je hais ce film. Je le hais, je le hais, je le hais, je le hais, je le hais. Je le hais. Je hais chacun de ses moments insultants et stupides. Je hais cette sensibilité que tout le monde devrait aimer. Je hais cette insulte tacite faite au public qu'il serait possible que quelqu'un puisse l'apprécier. […] North est un mauvais film – un des pires jamais faits » et il l'ajoutera plus tard dans sa liste des films qu'il a le plus détesté. Ebert et Gene Siskel ont tous deux nommé North pire film de 1994. Mick LaSalle du San Francisco Chronicle dit dans sa critique que « North est le premier échec cuisant du réalisateur Rob Reiner, un film écrit avec sincérité, fait avec énergie qui s'écrase alors qu'il tente de décoller. C'est étrange et étrangement écœurant, il parvient au mieux à être mauvais de façon originale et inattendue. » Richard Roeper cite North parmi les pires 40 films qu'il a vus, précisant : « de tous les films de cette liste, North est peut-être le plus difficile à voir de bout en bout. »

### Dis – en historie om kjærlighet(A Story About Love) (1995)
Le film romantique norvégien Dis – en historie om kjærlighet (en) a été réalisé par Aune Sand. Le film suit les histoires d'amour de différents couples à travers le monde, au Caire, en Normandie, à Oslo et New York. Dis a été très mal reçu par les critiques mondiales et est considéré comme le film norvégien le plus mal reçu de l'histoire,. Le critique Harald Kolstad de Dagsavisen lui une note de zéro, refuse de considérer Dis comme un film, et affirme n'avoir jamais rien vu de pire. Aftenposten parle du film comme « le plus grand échec » et « le film le plus insulté. » Malgré sa réception critique désastreuse, le film a été un succès commercial, acquérant un statut de film culte comparable au The Rocky Horror Picture Show, ses fans défendant ses qualités nanardesques. Le réalisateur Aune Sand insiste pour dire que Dis est un chef-d’œuvre.

### Showgirls(1995)
L'attente était grande pour le film Showgirls grâce à la campagne de promotion axée sur la représentation du sexe et de la nudité dans le film franco-américain au budget de 45 millions de dollars classé NC-17, mais le résultat final a été un échec critique. L'intérêt était suscité notamment par la présence de l'actrice Elizabeth Berkley, deux ans seulement après avoir quitté la sitcom pour adolescents Sauvés par le gong. Kenneth Turan du Los Angeles Times en parle comme « …un film d'une stupidité atterrante qui donne aux thèmes adultes le genre de mauvaise réputation dont il n'a aucun besoin ni mérite, » et Rob Gonsalves de eFilmCritic.com déclare : « Même le porno le plus vulgaire est plus gai sexuellement que ce film. » Michael Dequina de TheMovieReport.com a lui aussi décrié le film, commentant qu'il s'agissait du « pire de la réalisation qu'Hollywood ait à offrir. » Stephen Lynch du Knight Ridder/Tribune l'a désigné pire film jamais fait, le décrivant comme « si mauvais qu'il en est presque brillant. » Rotten Tomatoes l'a retenu parmi ses 25 films si mauvais qu'ils doivent être vus tandis que Empire l'a cité dans un sondage des pires films jamais faits,. Showgirls est aussi cité dans le livre de Michael Sauter The Worst Movies of All Time. La version Rated-R, que le réalisateur Paul Verhoeven a développé pour les sorties vidéo sans la version NC-17, a été amputée d'environ trois minutes des scènes de sexe les plus explicites. TBS a diffusé le film à la télévision en première partie de soirée mais avec des sous-vêtements noirs animés pour cacher les poitrines et les parties génitales. Cette version a également été diffusée par VH1 dans sa séries Movies That Rock. Il a un taux d'approbation de 19 % sur Rotten Tomatoes fondé sur 47 critiques.

### Striptease(1996)
Comédie dramatique réalisée par Andrew Bergman, adapté d'un roman de Carl Hiaasen, Striptease raconte l'histoire d'une femme (Demi Moore) qui devient strip-teaseuse pour payer le procès de la garde de sa fille. Le film a été considéré comme ennuyeux et sans humour, ainsi qu'un projet fait à la gloire de Moore. Daniel P. Franklin, à propos de Striptease dans son livre Politics and Film: The Political Culture of Film in the United States déclare qu'il s'agit du pire film jamais fait. Joe Queenan cite Striptease comme exemple de ce qu'il considère être la piètre qualité du cinéma hollywoodien contemporain : « Une chose que j'admire dans les films comme Striptease est qu'ils servent de puissants rappels que chaque jour, Hollywood a le potentiel de sortir le pire film de l'histoire. » Richard Schickel dans Time, a aussi critiqué le film : « Bergman… manque de la force de Hiaasen : placer des personnages bêtes et méchants évoluant dans des milieux mal famés… l'anarchie folle, nihiliste des gens vivant en marge et au-delà n'est pas à la portée de Bergman. » Leonard Maltin dit que Striptease n'est « ni assez drôle, ni assez dramatique, ni assez sexy, ni assez mauvais pour être qualifié d'assez divertissant dans aucune catégorie. » Brian D. Johnson de Maclean's affirme : « Tandis que Showgirls était sordide de façon honnête, Striptease est de mauvais goût, prétentieux – et ennuyeux. Essayant d'être une comédie, une fable morale et un show émoustillant, Striptease échoue sur tous les plans. ».

### Le Jour et la Nuit(1997)
Le film romantique français Le Jour et la Nuit a été réalisé par le philosophe Bernard-Henri Lévy. Il suit un auteur français ayant fui au Mexique pour une vie paisible (Alain Delon) et une actrice qui veut le séduire afin d'obtenir un rôle dans une adaptation d'un de ses romans (Arielle Dombasle). Avant sa sortie, Le Jour et la Nuit a bénéficié d'une grande campagne dans les journaux et magazines français. Lors de sa première au festival international du film de Berlin en 1997, des centaines de journalistes sont sortis avant la fin et ceux qui sont restés l'ont démoli.
Après sa sortie, Le Jour et la Nuit a été durement critiqué par les médias français. Gérard Lefort de Libération décrit le film comme « BHL pédalant dans la guacamole », et il a également été dénoncé dans Le Monde et Le Nouvel Observateur. Le film a été également été un échec commercial, ne faisant que 73 147 entrées en deux mois d'exploitation dans les salles françaises. Le Jour et la Nuit est considéré comme le pire film français depuis 1945 par les Cahiers du cinéma et comme le possible « pire film de l'histoire » par la version française de Slate. Variety commente que le film est « risiblement mauvais sans parvenir à atteindre le niveau d'un nanar », Françoise Giroud affirme que « c'est un mauvais film, là n'est pas la question » et L'Humanité le qualifie de « débâcle absolue. »
Un documentaire, Autopsie d'un massacre, est sorti avec le DVD du Jour et la Nuit, se concentrant sur sa réception négative et son échec.

### Batman et Robin(1997)
Batman et Robin est un film de super-héros fondé sur le personnage DC Comics Batman et le dernier de la tétralogie de la série de films de Tim Burton et Joel Schumacher. Il est réalisé par Joel Schumacher, avec George Clooney dans le rôle de Batman/Bruce Wayne, Arnold Schwarzenegger dans le rôle de Mr. Freeze, Uma Thurman dans le rôle de Poison Ivy, Chris O'Donnell dans le rôle de Robin/Dick Grayson, Alicia Silverstone dans le rôle de Batgirl/Barbara Wilson et Michael Gough dans le rôle d'Alfred Pennyworth. Ce film a été détruit par les critiques, qui ont pointé par son approche plastique et légère, sa représentation de Mr. Freeze et ses punchlines, ainsi que ses sous-entendus homosexuels. En mai 2013, le site Rotten Tomatoes rapporte que 11 % des critiques ont donné un avis positif parmi 85 critiques, le certifiant Rotten avec une note moyenne de 3,7/10. Metacritic affiche un score moyen de 28/100, fondé sur 21 critiques. International Business Times l'inclut dans sa liste des cinq pires films hollywoodiens jamais faits. Michael J. Nelson, connu pour Mystery Science Theater 3000, écrit sur le film dans son livre Movie Megacheese, « Batman & Robin n'est pas le pire film jamais fait. Non, en effet. C'est la pire chose jamais faite. Oui, c'est la pire chose que nous, comme êtres humains, avons jamais produit de mémoire d'humanité. » Batman & Robin est arrivé premier dans un sondage des 50 pires films jamais faits par le magazine Empire. Joel Schumacher s'est excusé auprès des fans déçus dans la version DVD de 2005 de Batman & Robin.

### Chapeau melon et bottes de cuir(1998)
Adaptation de la série britannique populaire des années 1960 du même nom, Chapeau melon et bottes de cuir (The Avengers) montre Ralph Fiennes dans le rôle de John Steed et Uma Thurman dans le rôle de Emma Peel, avec Sean Connery comme antagoniste, Sir August de Wynter, et réalisé par Jeremiah S. Chechik. Chapeau melon et bottes de cuir a commencé à avoir mauvaise presse quand Warner Bros., le distributeur du film, a refusé la tenue de projections presse. Le film a été beaucoup remonté après les premières projections test. Lors de la sortie, Chapeau melon et bottes de cuir a été saqué par les critiques, The Birmingham Post déclarant « Chapeau melon et bottes de cuir a été intronisé par les critiques comme le pire film jamais fait » et ajoutant qu'un critique a plaisanté sur le film, qui selon lui était tellement une « farce » que les producteurs auraient dû le faire distribuer par Bernard Matthews. Plusieurs critiques ont reproché à Chapeau melon et bottes de cuir de manquer de la finesse et de l'enthousiasme de la série originale,. Janet Maslin a été très violente contre le film : « Avec ses réparties pseudo-suaves qui feraient rougir Austin Powers et avec l'ombre de Howard the Duck qui plane sur la scène où des hommes en costume d'ours en peluche couleur pastel siègent autour d'une table de conférence, c'est un film fait pour ulcérer les fans de la vieille série télévisée et rendre perplexes les autres. Je ne me souviens d'aucune projection du vendredi matin où j'ai entendu autant de soupirs à la sortie […] Atteignant dans sa version la plus dépouillée 100 minutes, Chapeau melon et bottes de cuir est court mais pas assez court. » David Bianculli dit : « Ce film Chapeau melon et bottes de cuir est si affreusement, douloureusement et totalement mauvais qu'il redonne des lettres de noblesse à des tocards comme Ishtar et Howard the Duck. » Alan Jones dans The Radio Times affirme : « La série télévisée culte des années 1960 se fait royalement foutre par Hollywood dans ce blockbuster conçu de façon sensationnelle et qui est tout aussi mauvais dans tous les autres domaines… Des effets spéciaux nuls et zéro alchimie entre Fiennes et Thurman rendent ce désastre monumental un gâchis total de temps et d'énergie pour tout le monde. »
Le magazine Total Film élira ensuite Fiennes et Thurman dans Chapeau melon et bottes de cuir comme « Pire couple à l'écran de tous les temps ».

### Cinderela Baiana(Bahian Cinderella) (1998)
Le film brésilien Cinderela Baiana a été réalisé par Conrado Sanchez, avec la danseuse du groupe É o Tchan! (alors appelé Gera Samba) Carla Perez dans le premier rôle. Il s'agit d'un biopic très romancé sur la jeunesse de Perez et son début de célébrité. Malgré sa distribution, dont Alexandre Pires, compagnon de l’époque de Perez et chanteur populaire brésilien, le film est critiqué pour ses dialogues à rallonge, son script mal écrit, ses nombreuses incohérences et le mauvais jeu d'acteur, au point que Perez reniera le film plusieurs années après. Ce fut un échec commercial. Perez fit en sorte qu'il ne circule plus pendant un temps. Ce film marque les débuts de Lázaro Ramos, alors inconnu et qui utilisa son salaire pour payer des cours de comédie.
Le 15 mars 2010, le magazine brésilien Veja classe Cinderela Baiana 1er dans sa liste des 10 pires films brésiliens jamais faits. Le chroniqueur, Pollyane Lima e Silva, parle du film comme d'« une honte. » L'auteur Renzo Mora le cite dans son livre 25 Movies That Can Ruin Your Life, et Luis Nassif déclare : « Pour moi, c'est le pire de tout. »

### Parting Shots(1999)
La comédie noire britannique Parting Shots (en) est le dernier film réalisé par Michael Winner. Il montre le chanteur rock Chris Rea dans le rôle d'un homme qui, apprenant qu'il ne lui reste plus que six mois à vivre, commence à tuer ceux qui lui ont fait du tort. Il est reproché à Parting Shots d'être mal joué, filmé et écrit, et de considérer le meurtre à la légère. Andrew Collins a été très critique sur le film : « Parting Shots… va faire régresser le cinéma britannique de 20 ans. Ce n'est pas seulement le pire film anglais produit dans ce pays depuis Carry On Emmannuelle (en) (ce qui est en soi un exploit), c'est un prétendant de pure race au titre de Pire Film Jamais Fait. » Christopher Tookey est tout aussi dur : « Parting Shots n'est pas seulement la plus horrible torture pour les spectateurs que Winner ait jamais infligée. C'est aussi profondément offensant, même pour Winner » et décrira plus tard Parting Shots comme « la comédie la plus insipide, la plus épouvantable de tous les temps. » Tookey déclarera aussi que Winner s'est « de fait désigné lui-même, par la douzaine de ses derniers films, comme sans aucun doute le pire réalisateur de tous les temps. » Dans une interview sur le film, Charlotte O'Sullivan, auteur sur les films de The Independent, déclare que Parting Shots est « le pire film que j'ai jamais vu. » O'Sullivan est très sévère sur la glorification du vigilantisme : « C'est du Michael Winner et vous savez, il n'a aucun sens de l’ironie. Il semble dire qu'il n'y a aucun problème à partir tuer des gens. » Le journaliste Miles Kington dira plus tard « Parting Shots… a été réalisé par Michael Winner et malgré sa distribution brillante, est peut-être le pire film jamais fait. » I.Q. Hunter cite Parting Shots comme candidat au titre de « Pire film anglais jamais fait. » Parting Shots est aussi apparu dans un sondage du magazine Empire sur les "50 Worst Movies Ever".

### The Underground Comedy Movie(1999)
La comédie The Underground Comedy Movie est fondée sur une émission du câble américain de 1988. Le réalisateur et acteur principal Vince Offer a construit le film sur une série de sketchs fades et de bas niveau (montrant Gena Lee Nolin faisant du bruit aux toilettes et un super-héros nommé Dickman dans un costume de pénis et qui combat ses ennemis en les recouvrant de sperme). En 1999, Offer a intenté un procès contre 20th Century Fox et les réalisateurs de Mary à tout prix, Bobby and Peter Farrelly, affirmant que 14 scènes de Mary ont été volées de son film. Les frères Farrelly ont alors déclaré : « Nous n'avons jamais entendu parler de lui, nous n'avons jamais entendu parler de son film, et c'est une histoire à dormir debout. » Dans une chronique de The Village Voice, Rob Davis décrit le film comme « …une tentative apathique et sans rire », et « sans direction et amateur », ajoutant qu'il est « uniquement pour les masochistes. » De même, Lawrence Van Gelder du New York Times en parle comme un « film misérable » et ajoute que « The Underground Comedy Movie se pose comme un monument d'incompétence et d'aveuglement. » Rod Dreher du New York Post en dit qu'il « s'agit peut-être de la comédie la moins amusante jamais faite. » Christopher Null de filmcritic.com le décrit comme « une re-création crasse, dégoûtante et répugnante des émissions télé du câble de la fin des années 80, [avec] des petits bouts de film qui apparaissent et disparaissent au hasard et sans aucun sens du rythme », et dit que « le seul moyen de trouver ce film drôle est de le voir comme..plus pathétique que hilarant », avant de conclure sur : « si vous cherchez le film ultime pour chasser les fêtards de votre maison qui ne savent pas quand partir, ne cherchez pas plus loin que ce DVD. » Thom Bennett de Film Journal International écrit : « quiconque est offensé par les films intolérablement mauvais, des blagues qui ne font pas rire et gâchant 90 minutes de leurs vies est, comme promis, assuré d'être offensé. En fait, appeler ce bordel une comédie lui accorde trop d'intérêt […] The Underground Comedy Movie est peut-être le pire film que j'ai jamais vu. »

## Années 2000

### Battlefield Earth(2000)
Battlefield Earth est fondé sur la première moitié du roman éponyme de L. Ron Hubbard, avec John Travolta, Barry Pepper et Forest Whitaker. Bien qu'une suite couvrant la seconde moitié était prévue, le démolissage critique, l'échec commercial et la faillite financière de Franchise Pictures ont poussé à l'annulation des plans. On a reproché un script pauvre, un jeu amateur, un usage abusif de plans débullés, des dialogues répétitifs et de nombreuses incohérences. Le distributeur du film, Franchise Pictures, a été poussé à la banqueroute quand il a été découvert que la société a frauduleusement gonflé le budget de 31 millions de dollars. Il a un taux d'approbation de 3 % sur Rotten Tomatoes et apparaissait dans leur Top 100 des pires films des années 2000. Roger Ebert pressentait que le film « …servira pendant des décennies de chute pour les blagues sur les mauvais films. » Ebert ajoute : « le réalisateur, Roger Christian, a retenu des meilleurs films que les réalisateurs inclinent parfois leurs caméras, mais n'a jamais appris pourquoi. » Il apparait dans sa liste des "most hated". Le film était également dans la liste des films les plus mal notés de tous les temps du site Metacritic, et est toujours parmi les 50 Pires Films du MRQE.

### Honest(2000)
Honest marque les débuts derrière la caméra du membre du groupe Eurythmics David A. Stewart, avec trois des membres du groupe féminin anglo-canadien All Saints (Melanie Blatt, Nicole et Natalie Appleton). Il a été très mal reçu après sa sortie. Le journal écossais Daily Record dit de Honest : « ce conte ampoulé sur le Londres des années 60 n'est pas seulement mauvais – c'est peut-être le pire film jamais fait. » Peter Bradshaw précise que Honest « s'inscrit dans les habituelles fictions crédules sur le charme, le glamour et l'esprit des criminels violents, et laisse ces qualités au placard […] aussi absurde et incohérent qu'il soit, il n'y aurait pas de problème s'il y avait la moindre once de brio ou de fun dans le scénario, écrit par les géants de la comédie Dick Clement et Ian La Frenais (en). Mais ce n'est pas le cas. » Alexander Walker décrit Honest comme « un tas moche et miteux de clichés jazzy alourdi par un style flashy has been, comme des ébats au ralenti dans les fontaines de Trafalgar Square, des scènes sous lumière stroboscopique et action accélérée sur le matelas. » L'historien du cinéma anglais I.Q. Hunter citera plus tard Honest comme potentiel pire film anglais jamais fait.

### Rancid Aluminium(2000)
Le film britannique Rancid Aluminium (en) a été réalisé par Edward Thomas, adapté du roman éponyme de James Hawes. Malgré une distribution comptant Rhys Ifans, Joseph Fiennes, Tara Fitzgerald, Sadie Frost, Steven Berkoff, Olegar Fedoro, Keith Allen et Dani Behr, le film a été très mal reçu par la critique. Peter Bradshaw de The Guardian dit qu'il « réussit à obtenir de son casting – parmi les plus brillants et meilleurs acteurs anglais, de tous âges – les pires performances imaginables… Le scénario n’a aucun sens, pour ne pas incompréhensible, et très, très ennuyeux. » Cosmo Landesman, pour le The Sunday Times, donne aussi une mauvaise critique, en décrivant « …un film stupide, pas drôle et imbu de lui-même qui doit être évité à tout prix. » Anne Billson du The Sunday Telegraph le trouve confus et dérivé : « Je n'ai même pas pu comprendre où se déroule le film. C'est censé être Portobello Road ? Pourquoi Tara Fitzgerald parle-t-elle d'Exeter ? Et comment, par tous les dieux, en est-on arrivé à ce terrain de cricket ? Le réalisateur Ed Thomas semble viser le public de Lock, Stock and Two Smoking Barrels, mais rate de plusieurs milliards de miles. »
À propos de Rancid Aluminium dans un article sur le cinéma anglais, Jacques Peretti donne un avis tout aussi rude : « De plusieurs façons, Rancid Aluminium est au-delà de toute critique parce qu'il est très difficile, même après plusieurs visionnages, de comprendre ce qu'il se passe » et qu'il était « incompréhensible et profondément médiocre dans plusieurs domaines. » Devant le mauvaise accueil du film, Peretti a fini par ajouter : « De l’avis général de l’univers, c'est le pire film jamais fait au Royaume-Uni. »

### Va te faire foutre Freddy!(2001)
La comédie Va te faire foutre Freddy ! (Freddy Got Fingered) écrite, réalisée et jouée par Tom Green dans le rôle principal, montre quantité d'humour transgressif et choquant similaire à ce que contenait The Tom Green Show. Dans le film, Green interprète un dessinateur fainéant de 28 ans qui accuse faussement son père d'attouchements quand celui-ci lui demande ce qu'il compte faire de sa vie. Va te faire foutre Freddy ! a été unanimement décrié, le critique de CNN Paul Clinton déclarant qu'il s'agit « tout simplement du pire film jamais sorti par un grand studio de l'histoire de Hollywood. » Warren Epstein de The Gazette décrit Va te faire foutre Freddy ! comme le pire film jamais fait. Une critique dans le The Washington Post dit : « Si un film doit témoigner de la banqueroute créative de l'industrie du film de Hollywood, c'est cette abomination appelée Va te faire foutre Freddy !. » Robert Koehler de Variety en parle comme d'« Une des comédies les plus brutalement mauvaises qui ne soient jamais sorties d'un grand studio. » Le critique cinéma Roger Ebert l'inclut dans sa liste « Most hated », lui donne une note nulle et écrit : « Ce film ne racle pas le fond du baril. Ce film n'est pas le fond du baril. Ce film n'est pas sous le fond du baril. Ce film ne mérite pas d'être associé au baril. »
Le film a un taux d'approbation de 11 % sur Rotten Tomatoes. Va te faire foutre Freddy ! figure aussi dans la liste des films les plus mal notés de tous les temps de Metacritic, est cité dans un sondage sur les 50 pires films réalisé par le magazine Empire et dans les 50 pires films listés par MRQE.

### Glitter(2001)
Mariah Carey a le premier rôle d'une chanteuse en devenir ; Glitter devait lancer sa carrière au cinéma mais a été un échec critique et commercial. Hindustan Times affirme que Glitter « a été démoli par presque toutes les critiques pour être le pire film jamais fait. » Fade In (en) déclare que « Glitter n'est pas seulement un des pires films musicaux jamais faits — c'est un des pires films jamais faits, tout court. » L'auteur Bob McCann écrit dans Encyclopedia of African American Actresses in Film and Television qu'il est « totalement dans la course des pires films jamais faits. » News.com.au, Hi, Flavorwire et Empire sont entre autres parmi ceux qui ont parlé du film comme un des pires jamais faits.
Dans une interview en 2010, Carey a affirmé considérer que l'échec du film est en grande partie dû à la sortie de la bande originale le 11 septembre 2001, date des attentats du World Trade Center et du Pentagone. Il a un taux d'approbation de 7 % sur Rotten Tomatoes.
Si à sa sortie le 11 septembre 2001, la bande originale est égratignée par la critique, elle est réhabilitée par ses fans et devient, une décennie plus tard, un disque culte,,,.
Le 14 novembre 2018, la bande originale devient numéro 1 des ventes d'albums dans de nombreux pays sur iTunes, tout en se classant dans le top 10 des meilleures ventes de disques physiques, en raison du hashtag Justice For Glitter, lancé par les fans afin de réhabiliter la réputation du disque,,,,,.
Dans un même temps, le film obtient un regain de popularité,,,.

### The Master of Disguise(2002)
La comédie The Master of Disguise est co-produite par Adam Sandler, avec dans le rôle principal Dana Carvey interprétant Pistachio Disguisey, un serveur italien sous couverture qui doit sauver son père Fabbrizio (James Brolin) du terrible Devlin Bowman (Brent Spiner) grâce à ses talents en déguisement. Bien que le film a eu de bons scores au box-office, il a reçu un accueil cinglant des critiques à sa sortie, pointant son scénario naïf, l'humour pénible (avec de nombreuses blagues de pets) et des costumes qui ne seraient pas reconnus par des enfants (tel que Tony Montana du film Scarface). On a aussi reproché la courte durée du film, avec 72 minutes de film et plus de 10 minutes de scènes coupées insérées dans le générique de fin. Roger Ebert lui donne une étoile sur 4, déclarant : « Ce film est une erreur de calcul désespérée. Il ne donne rien à faire de drôle au pauvre Dana Carvey, et après s'attend à ce qu'on rie parce qu'il joue bizarrement tout le temps. » Alan Morrisson, pour le magazine Empire, affirme que The Master of Disguise est « le pire film jamais fait : un film sur des idiots, fait par des idiots, pour des idiots », tandis que Matthew Turner de ViewLondon remarque : « C'est un sérieux prétendant au titre de Pire film jamais fait. » De même, Chris Parry pour eFilmCritic.com dit : « Très franchement, je n'ai jamais rien vu d'autant d'incompétence. Et je le pense. » Le film a un taux d'approbation de 1 % sur Rotten Tomatoes et apparaissait dans la liste des 100 films les plus mal reçus des années 2000. Il apparaît également dans la liste des films les plus mal notés du site Metacritic et dans les 50 Pires films de MRQE.

### Ballistic(2002)
Le film d'action Ballistic (Ballistic: Ecks vs. Sever) montre Antonio Banderas et Lucy Liu dans les rôles d'agents secrets qui s'affrontent. Il a été démoli par les critiques, le considérant généralement comme sans intérêt, pas même l'humour involontaire créé par les mauvais films. Les commentaires vont de « film pour idiots », « ennuyeux à un degré incroyable », « un accomplissement dans la stupidité et la platitude », « épouvantable », « redéfinissant le mot incohérent » et « mauvais à tous les niveaux ». Un critique a suggéré le titre alternatif Simplistic: Bullets Vs. Humans. Stephen Hunter du The Washington Post écrit : « Vous pouvez passer le film à l’envers, bande son inclus, ça n'aurait pas moins de sens. » Roger Ebert, qui inclut le film dans sa liste "most hated", parle du film comme « …un bordel chaotique, surchargé d'effets spéciaux et d'explosions, sans souci de continuité, de raison et de cohérence. » En plus d'avoir été fustigé par les critiques, ce fut un désastre financier, cumulant un peu plus de 19,9 millions de dollars pour un budget de 70 millions. International Business Times le cite dans sa liste des cinq pires films hollywoodiens. En mars 2007, le site Rotten Tomatoes le place à la première place de sa liste "The Worst of the Worst" (Le Pire du Pire) avec 108 critiques, toutes négatives.

### Ben and Arthur(2002)
Drame romantique américain à petit budget de 2002 sur un couple gay qui se déchire à cause du frère d'un des deux partenaires, Ben and Arthur (en) a été écrit, réalisé, produit, monté et mis en musique par Sam Mraovich, qui interprète aussi Arthur. Ben and Arthur a été très mal reçu par la critique (particulièrement de la communauté LGBT) pour son petit budget et son scénario faible. Le site sur la culture gay Queerty décrit Ben and Arthur comme « inintelligible » et conclut sa critique en le déclarant « Pire. Film. Du monde. » Le site Cinemaqueer, spécialisé dans le cinéma gay, dit également : « Ben and Arthur est si mauvais qu'il a réveillé la Bette Davis qui dormait en moi. C'est si douloureusement mauvais qu'on ne pourrait pas en faire un bon épisode de Mystery Science Theater 3000. C'est peut-être le pire film que j'ai jamais vu… À moins que vous aimiez vous moquer des mauvais films, évitez celui-là à tout prix. » Michael Adams, dans sa chronique pour son livre Showgirls, Teen Wolves, and Astro Zombies, en parle ainsi : « Ben & Arthur est aussi exagérément dingue qu'il est ridiculement fait… les choix de production, des biscuits sur des assiettes constituant le plat principal d'un dîner aux chandelles à l'église avec une croix en carton et un dessin de Jésus au mur, sont plus mauvais que tout ce que j'ai pu voir. » Un article sur Rotten Tomatoes cite Ben and Arthur 15e de sa liste des films « Si mauvais qu'il faut absolument les voir », disant que « si The Room de Tommy Wiseau est le morceau de choix du film sur-écrit, mélodramatique et apitoyé sur son soi hétérosexuel, alors Ben & Arthur de Sam Mraovich est sa version gay. » Rotten Tomatoes ajoute : « Chaque scène, chaque réplique, chaque intention de jeu est en même temps risiblement amateure et hystériquement enfiévrée. » Total Film classe Ben and Arthur 58e de sa liste des 66 pires films de tous les temps.

### From Justin to Kelly(2003)
La comédie romantique musicale From Justin to Kelly montre à l'écran Kelly Clarkson et Justin Guarini, respectivement gagnante et finaliste de la première saison de American Idol. Le film a été un désastre critique et commercial, n'amassant que 4,9 millions de dollars au box-office en Amérique du Nord et obtenant un taux d'approbation de 10 % sur Rotten Tomatoes. Josh Tyrangiel de Time Magazine décrit From Justin to Kelly comme « une monstrueuse comédie musicale dans le style d'American Idol qui sous son meilleur jour est le pire film de ce siècle jusque-là. » tandis que The Free Lance–Star en parle comme du « pire film du monde. » Nathan Rabin de The A.V. Club, critiquant le film dans sa série "My Year of Flops", dit : « Tous les films fonctionnent par la suspension de l'incrédulité. From Justin To Kelly demande quelque chose de proche d'une lobotomie temporaire. Rien à propos des protagonistes ou leurs relations n'a de sens. »
Dans une interview, Clarkson a exprimé ses regrets d'avoir fait From Justin to Kelly, déclarant qu'elle y était contractuellement : « Je savais en lisant le script que ce serait vraiment, vraiment mauvais, mais quand j'ai gagné, j'avais signé le papier, et je ne pouvais plus y couper. ».

### The Room(2003)
Le film indépendant The Room, sur un banquier sympathique trahi peu à peu par tous ses amis, a été appelé « le Citizen Kane des mauvais films » par plusieurs critiques,,. Bien que l'acteur principal, scénariste, producteur et réalisateur Tommy Wiseau a affirmé qu'il a voulu faire une comédie noire et que tous les défauts sont volontaires, d'autres acteurs du film l'ont contredit, disant que Wiseau voulait faire une romance mélodramatique. The Room a été remarqué pour ses dialogues étranges et ne se répondant pas, ses scènes de sexe à rallonge, des sous-intrigues mal résolues voire pas du tout (par exemple, un des personnages féminins révèle qu'elle a un cancer du sein et plus personne n'en parle) et l’utilisation mal gérée des fonds verts pour les scènes en extérieur sur les toits. En raison de cela, le film a emporté un statut culte, et rencontre un franc succès lors de séances de minuit aux États-Unis, au Canada, au Royaume-Uni, en Australie et Nouvelle-Zélande. The Room est parvenu à obtenir un taux d'approbation assez haut de 35 % sur Rotten Tomatoes. Il a été diffusé pour la première fois à la télévision le 1er avril 2009 sur Adult Swim, remonté pour ramener la version classé R à un classement TV-14/DSLV. Le lendemain, le DVD du film est devenu le film indépendant le plus vendu sur Amazon.com. En juin 2010, The Room a commencé à être projeté au American Film Institute Silver Theatre à Silver Spring au Maryland. Les anciens membres de Mystery Science Theater 3000 Michael J. Nelson, Kevin Murphy et Bill Corbett ont produit un commentaire audio pour accompagner le film disponible sur leur site RiffTrax.com. En 2013, le livre The Disaster Artist, écrit par Greg Sestero et Tom Bissell, est publié ; il raconte les souvenirs de Sestero de la production du film. Le film sort en 2017 sous le titre The Disaster Artist, avec devant et derrière la caméra James Franco dans le rôle de Wiseau et son frère Dave Franco dans celui de Sestero.

### Amours troubles(2003)
Le film de Martin Brest Amours troubles (Gigli) montre Jennifer Lopez et Ben Affleck, avec Al Pacino et Christopher Walken dans des seconds rôles. Amours troubles était à l'origine une comédie noire sans histoire d'amour, jusqu'à ce que les producteurs demandent de réécrire le film pendant le tournage afin de profiter de la liaison entre Affleck et Lopez qui faisait la une des journaux people tels que Us et People. Pour un budget de 54 millions de dollars, le film n'a gagné que 6 millions, en faisant un des plus gros échecs filmiques à l'époque. The Times donne au film une note de zéro, faisant d'Amours troubles le film avec la plus mauvaise note jamais accordée par le journal à l'époque. International Business Times, qui inclut Amours troubles dans sa liste des cinq pires films hollywoodiens jamais faits, parle de critiques considérant le film comme « l'échec ultime de tous les temps. » The Wall Street Journal dit qu'il s'agit du « pire film — d'accord, le présumé pire film — de notre jeune siècle » tandis que Roger Friedman de Fox News le déclare pire film jamais fait. Il est dans les 100 pires films des années 2000 de Rotten Tomatoes, où il a un taux d'approbation de 6 %. Il est également apparu dans un sondage du magazine Empire sur les 50 pires films jamais faits.

### Sex Lives of the Potato Men(2004)
La comédie érotique britannique Sex Lives of the Potato Men (en) raconte l’histoire de livreurs de patates. Le film a reçu de très mauvaises critiques des journaux anglais, le trouvant pas drôle, écœurant et déprimant. Pour le Daily Mirror, le critique Kevin O'Sullivan parle de Sex Lives of the Potato Men comme d'« un des pires films jamais faits. » Le romancier Will Self, dans sa critique pour The Evening Standard, décrit Sex Lives of the Potato Men « sans joie, sans valeur, sans mordant, sans intérêt. » Le critique James Christopher de The Times parle Sex Lives of the Potato Men comme d'« un des deux films les plus nauséeux jamais faits… un cas d'école d'incompétence dans la réalisation. » Le critique de film du The Sunday Express, Henry Fitzherbert, a été aussi très dur avec le film : « Sex Lives est si nul qu'il m'a laisse bouche bée d'incrédulité… ce doit être une des pires comédies anglaises. » Catherine Shoard, dans une chronique du The Sunday Telegraph, affirme « C'est difficile de trouver quoi dire à son sujet – ça revient à trouver les bons mots pour décrire un accident violent… Sex Lives of the Potato Men est sûrement la Brit-com la plus obscène depuis Confessions of a Window Cleaner, et sûrement la pire. » Shoard décrit le film comme « moins un film qu'un coupe-faim » Alan Morrison dans le journal écossais Daily Record le qualifie de « crasse puérile de la pire espèce… Sex Lives of the Potato Men n'aurait jamais dû être réalisé. » The Irish Times notera plus tard que « Sex Lives of the Potato Men a cumulé quelques-unes des pires critiques de mémoire d'homme. » The Birmingham Post décrit Sex Lives of the Potato Men comme probablement le pire film jamais fait, opinion partagée par The Independent on Sunday. Il est apparu dans un sondage du magazine Empire sur les 50 pires films jamais faits. Le film a un score de 0 % sur Rotten Tomatoes.

### Catwoman(2004)
Adapté du personnage éponyme de DC Comics, Catwoman est avec Halle Berry dans le rôle-titre. Il n'y a que peu de points communs avec l'ennemie de Batman : c'est un autre personnage appelé Patience Phillips (contrairement à Selina Kyle) avec des super-pouvoirs, qui se déplace en sautant de toit en toit dans un pantalon et un soutien-gorge en cuir griffés, et un masque. Les différences sont tellement grandes qu'on a parlé de cette version comme "Catwoman uniquement de nom". Le film a subi les remaniements de 28 scénaristes différents, bien que seulement quatre sont crédités après arbitrage de WGA. Il a un score de 9 % sur Rotten Tomatoes et considéré comme le pire film de super-héros par Orlando Sentinel. Jean Lowerison du San Diego Metropolitan dit dans sa critique que Catwoman « va dans la liste des "pires" de l'année, et peut-être même de tous les temps. » The Village Voice a résumé les critiques sur le film sous le titre "Me-Ouch".
Il est dans la liste "most hated" de Roger Ebert et dans les cinq pires films hollywoodiens jamais faits selon International Business Times.

### Daniel – Der Zauberer(Daniel – The Wizard) (2004)
Le film allemand Daniel – Der Zauberer (en) a été réalisé par Ulli Lommel et met à l’écran le chanteur et ex-participant à Deutschland sucht den Superstar Daniel Küblböck, montré dans une version romancée de lui-même. Le titre est mensonger, laissant supposer que Küblböck serait "Der Zauberer" (le Sorcier), alors que le sorcier est un autre personnage (interprété par Ulli Lommel, le réalisateur-scénariste du film). Le site Internet filmstarts.de affirme que Daniel – Der Zauberer est « insupportable pour ceux qui ne sont pas fans de Küblböck », précisant « les performances des acteurs sont parmi les pires de l'histoire du cinéma allemand », et suppose qu'Ulli Lommel et le producteur Peter Schamoni ont « endommagé leur propre réputation. » Le film a atteint la pire place du IMDb Bottom 100, où il est resté assez longtemps, et wieistderfilm.de considère qu'il mérite le titre de pire film allemand jamais fait. Il est dans les 66 pires film de tous les temps de Total Film. Dans une interview donnée plusieurs années après la sortie du film, Daniel Küblböck a admis qu'« [on] devait admettre que c'est le pire film de tous les temps. »

### P'tits Génies 2(2004)
La comédie familiale P'tits Génies 2 est le dernier film réalisé par Bob Clark avant sa mort. Il est la suite du film P'tits Génies de 1999 et comme le premier, il a été mal accueilli par les critiques, avec un score de 0 % sur Rotten Tomatoes. Reprenant l'intrigue à la fin du premier film, quatre bébé peuvent communiquer par le "parler bébé, et ont connaissance de grands secrets. Les "bébés génies" se retrouvent impliqués dans le plan d'un magnat de la presse Bill Biscane (Jon Voight), connu pour enlever des enfants, qui veut utiliser un système satellite pour laver le cerveau de la population mondiale et les forcer à regarder la télévision pour le restant de leur vie. Le film a été un échec commercial, ne récupérant que 9 millions sur ses 20 millions de budget. Tom Long de The Deseret News dit : « C'est peut-être le film comique le plus incompétent et le moins drôle jamais fait. » MaryAnn Johanson de Flick Philosopher dit dans sa critique : « Qualifier ce film incommensurablement mauvais "stupide et incohérent" serait insulter les films stupides et incohérents. » Eric D. Snider écrit : « Superbabies ne pourrait être pire que s'il avait été écrit et produit par des bébés, je dirais même des bébés attardés et qui détestent les films. » et Nathan Rabin pour The A.V. Club le décrit comme « la suite la plus perversement inutile de ses dernières années. » Rotten Tomatoes l'a classé 6e des 100 pires films critiqués des années 2000. Il a été nommé à quatre Raspberry Awards dont ceux du Pire film, Pire réalisateur (Bob Clark), Pire acteur dans un second rôle (Jon Voight) et Pire scénario (Steven Paul (histoire) et Gregory Poppen). Eric Henderson de Slant Magazine écrit que « Superbabies: Baby Geniuses 2 a eu la rare distinction de détrôner temporairement l'indéboulonnable Manos: The Hands of Fate — le film que MST3K a à lui seul popularisé comme le "pire film de tous les temps officiel" — du sommer de la liste des 100 pires films d'IMDb. » et David Cornelius de efilmcritic s'interroge : « Pourquoi quelqu'un voudrait faire une suite d'un film universellement considéré comme un des pires jamais faits est un mystère pour les siècles à venir. »

### Alone in the Dark(2005)
Vaguement adapté de la série de jeux vidéo d'Infogrames et réalisé par Uwe Boll, le fruit d'une co-production allemande, canadienne et américaine Alone in the Dark a été démoli par les critiques sur de nombreux points : script faible, production fauchée, montage destiné à optimiser les images gore, presque aucun rapport avec les jeux et un mauvais jeu d'acteur. Le film a un score de 1 % sur Rotten Tomatoes, et a occupé la 2e des 100 pires films des années 2000 selon leurs critères. Il était dans la liste des films les plus mal notés de Metacritic et apparait parmi les 50 pires films du MRQE. Roger Moore pour The Orlando Sentinel déclare : « Alone in the Dark montre à quel point le titre de "pire film jamais fait" de Plan 9 from Outer Space ne tient à rien. » De même, Peter Hartlaub, critique culturel pour le San Francisco Chronicle, parle du film comme « le meilleur film de Ed Wood jamais fait… un film si incroyablement mauvais qu'il se balance au sommet de l’immortalité cinématographique. » En 2009, il le désigne pire film de la décennie. Jeffrey Lyles def The Gazette le considère si mauvais que « […] d'autres mauvais films de légende… ont attendu un film de cette ampleur si bien qu'il va se sentir très seul sur l'île des films marginaux », tandis que Scott Nash de Three Movie Buffs en parle comme « un des pires films jamais faits. » Le scénariste Blair Erickson écrit à propos de son expérience avec Boll et de son script original, plus proche du jeu original, et les changements dans le script demandés par Boll sur le site comique Something Awful.

### Aag(2007)
Aag (en) est le remake d'un des plus grands succès de Bollywood, Sholay, réalisé par Ram Gopal Varma. Le film a été largement décrié, avec des critiques comme Rajeev Masand lui donnant la note de 0/5. Times of India déclare que Aag « a détruit le plus grand film de Bollywood » et reconnait que certains « le considèrent comme le pire film du monde. » Hindustan Times l'a récompensé du trophée du Pire film jamais fait dans une vie. Il est arrivé premier de la liste des 57 pires films jamais faits dans la version indienne du magazine FHM. Total Film le cite dans sa liste des 66 pires films de tous les temps. Amitabh Bachchan, qui est apparu dans le film original et le remake, a admis plus tard que le film était « une erreur. »

### Disaster Movie(2008)
Disaster Movie est un film parodique écrit et réalisé par Jason Friedberg et Aaron Seltzer, parodiant les classiques du genre du film catastrophe. Le film, comme la plupart de ceux réalisés par Friedberg et Seltzer, a reçu un accueil extrêmement négatif, et a un score de 1 % sur Rotten Tomatoes, les opinions considérant qu'il s'agit du pire film du tandem et fut parmi les films les plus mal notés des années 2000 selon le site. Jason Solomons de The Guardian déclare : « Rien ne peut racheter Disaster Movie, qui serait le Pire Film Jamais Fait s'il s'agissait d'un film. » Adam Tobias de Watertown Daily Times affirme : « Je ne vois comment on ne pourrait pas considérer Disaster Movie comme un des pires films jamais faits. » Tobias ajoute que le titre est approprié car le film est « un désastre. » Il apparait dans le sondage fait par Empire des 50 Worst Movies Ever, les 66 Worst Movies Ever de Total Film et les 50 pires films du Movie Review Query Engine (où il a une note de 17, la plus basse du site). Disaster Movie est devenu le film le plus mal noté des Bottom 100 de IMDb quelques jours après sa sortie,.

### Sexy à tout prix!(2008)
La comédie romantique Sexy à tout prix ! (The Hottie and the Nottie) avec Paris Hilton, Joel Moore, Christine Lakin et Greg Wilson a été un échec commercial et critique, avec un score de 4 % sur Rotten Tomatoes. Le journal anglais The People, dans sa critique de The Hottie and the Nottie, déclare : « Paris Hilton est la pire actrice du monde et elle apparaît dans le pire film jamais fait. » Nathan Lee pour The Village Voice le décrit comme « crasse, criard, hypocrite, sordide, mesquin, vulgaire, idiot, ennuyeux, bâclé, à moitié bien joué, et vraiment, vraiment pas drôle. » Le critique James Berardinelli décrit l'humour du film comme « aussi drôle que la scène de viol anal dans The War Zone. » Richard Roeper le décrit « atrocement, douloureusement, horriblement, terriblement mauvais […] personne dans ce film ne devrait avoir une carrière dans le cinéma. » Connie Ogle pour le Miami Herald décrit The Hottie and the Nottie ainsi : « Imaginez le pire film que vous ayez jamais vu. Vous y êtes ? Maintenant essayez de penser à pire. Ce truc est ce film – triste, gênant et une perte de temps et d'énergie pour toute personne impliquée. »

### Dragonball Evolution(2009)
Dragonball Evolution est un film américain réalisé par James Wong, sorti en 2009. C'est une adaptation en prise de vues réelles du manga Dragon Ball créé par Akira Toriyama en 1984.
Le film reçoit des critiques majoritairement négatives, et considéré par beaucoup comme l'un des pires films jamais réalisés. C’est également un échec commercial. Le film a d’ailleurs été beaucoup reproché de ne pas avoir respecté l’œuvre de Akira Toriyama, ce qui a obligé le scénariste du film a s’excuser auprès de son auteur.
Dans le monde anglo-saxon, Dragonball Evolution reçoit de la part du site Metacritic la note de 45⁄100 pour un total de 10 critiques. L’agrégateur Rotten Tomatoes indique, quant à lui, un taux de satisfaction de 15 % et une note de 3,60⁄10 pour un total de 62 critiques. Le consensus des critiques est formulé ainsi :

« Exécuté avec peu de panache ou d’invention, Dragonball Evolution manque de la magie qui a fait les manga sur lesquels était basé une sensation des plus culte. »

— Consensus des critiques, Rotten Tomatoes
Le film est le premier du top 100 des pires films de tous les temps selon les spectateurs sur le site Allociné, avec une note de 0,8/5 pour 7 912 avis environ,.

## Années 2010

### Birdemic: Shock and Terror(2010)
Film indépendant se voulant être un hommage au classique d'Alfred Hitchcock Les Oiseaux, Birdemic: Shock and Terror raconte l'histoire d'amour de ses deux protagonistes, interprétés par Alan Bagh et Whitney Moore, alors que leur village est attaqué par des oiseaux (qui n’apparaissent qu'à partir de la 47e minute du film). Écrit, réalisé et produit par James Nguyen, il a été pensé comme un « thriller romantique » mais s'est distingué par la piètre qualité, les critiques pointant son jeu d'acteur monolithique, ses mauvais dialogues, le son et le montage amateurs, le scénario sans aucun sens et, en particulier, ses effets spéciaux, consistant grossièrement à des aigles et des vautours mal modélisés, dans une animation de vol mauvaise et qui explosent en touchant le sol. Le film, qui a coûté 10 000 dollars, a été désigné par le Huffington Post « clairement un des pires films jamais faits » et par The Village Voice comme « un de plus dans le panthéon des films pourris qu'on adore. » Flavorwire le déclare pire film jamais fait, Slate le classe parmi les pires films jamais faits tandis que Salon en parle comme « un titre culte chez les fans de nanar » et Variety affirme que le film montre « tous les critères de la réalisation risiblement mauvaise de film. »
À la suite de la sortie en vidéo de Birdemic, Michael J. Nelson, Kevin Murphy et Bill Corbett de Mystery Science Theater 3000 ont produit un commentaire audio accompagnant le film sur Rifftrax. Ils en ont improvisé un nouveau pendant une projection cinéma. Profitant du statut culte du premier film, une suite — Birdemic 2: The Resurrection — est sortie en 2013, avec une grande partie de l'équipe du premier.

### Le Dernier Maître de l'air(2010)
Le Dernier Maître de l'air (The Last Airbender) est un film d'aventures fantastique écrit, produit et réalisé par M. Night Shyamalan et adapté de la série animée d'animation de Nickelodeon Avatar, le dernier maître de l'air. Dès sa sortie, le film a reçu un accueil critique très négatif, pointant le mauvais jeu d'acteur, les incohérences, la mise en scène, les effets spéciaux (malgré un budget de 150 millions de dollars) et spécialement la direction de M. Night Shyamalan. On a aussi remarqué la mauvaise conversion en 3D, selon certains à peine visible. Les fans ont aussi reproché les grandes différences avec la série d'origine, pourtant connue pour sa qualité. La distribution d'acteurs blancs ou indiens pour incarner des personnages asiatiques ou inuits dans la série d'origine a provoqué des réactions négatives de la part de certains fans, accusant le film de racisme, et entraînant pétitions et manifestations,. Richard Corliss de Time, à propos de la controverse, écrit : « Les acteurs qui n'ont pas rejoint Le Dernier maître de l'air sont comme les passagers arrivés en retard pour le dernier voyage du Hindenburg. » Corliss ajoute qu'il s'agit du pire film épique depuis 32 ans. Shyamalan a répondu aux critiques : « L'anime est fondé sur l'ambigüité faciale. Elle est faite pour être interprétée. Elle est faite pour être inclusive, et vous pouvez vous voir dans tous ses personnages… C'est un film multiculturel et je voulais le faire plus encore multiculturel dans mon approche du casting… L'ironie est que [les manifestants] l'accuseront de tout sauf d'être important, avec l'affiche du film montrant Noah et Dev, et mon nom dessus. Je ne vois pas quoi faire de plus. » Dev Patel exprimera plus tard ses regrets et son aversion pour son rôle et son expérience avec le film. Il a décrit sa performance en tant que prince Zuko comme étant comme s'il "voyait un étranger à l'écran auquel je ne pouvais pas m'identifier",.
Roger Ebert écrit : « Le Dernier maître de l'air est une expérience angoissante dans toutes les catégories auxquelles je peux penser et d'autres qui attendent d'être inventées. Les lois du hasard suggèrent que quelque chose aurait dû fonctionner. Pas ici. Il ajoute un clou au cercueil de la 3D pas chère, mais ça aura besoin de plus de cercueils. » Quand on lui demande si Le Dernier maître de l'air a été le pire film qu'il ait vu, Mike Ryan de Vanity Fair répond par l’affirmative. Hi le met en avant dans leur liste "The Worst Films Ever" et David Onda de Comcast écrit : « Ce film a été désigné comme un des pires jamais faits. Le film a été globalement démoli par les critiques et échoué à récupérer son budget par son exploitation nationale. Bien que son réalisateur M. Night Shyamalan avait déjà une idée de script pour un deuxième film, il semble improbable qu'elle voit le jour. Très, très improbable. » Le film a actuellement un score de 6 % sur Rotten Tomatoes et est apparu dans un sondage des dix pires films de tous les temps réalisé par RiffTrax,.

### Jack et Julie(2011)
Jack et Julie (Jack and Jill) est une comédie avec Adam Sandler dans le rôle de Jack, un directeur commercial, qui reçoit la visite de la jumelle "identique", Jill (incarnée par Sandler, travesti), pendant les vacances. Salon affirme que Jack et Julie « a reçu quelques-unes des pires critiques jamais eues par un film » lors de sa sortie. Dans le film, Jill est courtisée par Al Pacino, que Jack veut engager dans sa publicité pour Dunkin' Donuts. Richard Roeper du Chicago Sun-Times soulève l'ironie de la présence de Pacino, acteur connu pour avoir incarné Michael Corleone dans Le Parrain, largement considéré comme un des meilleurs films jamais réalisés, et apparaissant maintenant dans « […] un des pires films de l'histoire du cinéma ! » Ramin Setoodeh dans The Daily Beast et Peter Travers (en) de Rolling Stone ont fait une critique commune intitulée Adam Sandler's 'Jack and Jill' Is the Worst Movie Ever Made. Après une critique d'une heure, RedLetterMedia affirme qu'il est « tellement fameux qu'il a cessé d'être un film », et le site en parlera plus tard comme « la pire chose au monde. » Mike McGranaghan écrit dans son site The Aisle Seat: « Howard the Duck, Gigli, Showgirls, From Justin to Kelly. Qu'ont-ils en commun ? Ils sont tous considérés parmi les pires films de studio jamais faits. Vous savez ce qu'ils ont d'autre en commun ? Ils sont tous meilleurs que Jack et Julie,. » Jack et Julie est apparu dans un sondage des dix pires films jamais faits mené par RiffTrax,. Le film a un score de 3 % sur Rotten Tomatoes.

### Crazy Dad(2012)
Une autre comédie d'Adam Sandler, Crazy Dad (That's My Boy), raconte l'histoire d'un lycéen, Donny Berger, qui a eu une liaison avec une de ses professeures, la met enceinte, ce qui lui vaut une petite célébrité, chose qu'il n'avait jamais prévue. Quelques années plus tard, Donny (interprété par Sandler) s'invite au mariage de son fils (Andy Samberg) et à l’enterrement de vie de garçon pour lui emprunter de l’argent et éviter la prison pour non-paiement de ses impôts. Le film a été très décrié pour sa représentation comique de l'inceste, l'éphébophilie, du détournement de mineur et de la gérontophilie,,. Le critique Andrew O'Hehir de Salon déclare : « le dernier film [de Sandler] sur un survivant de viol et son fils qu'il ne connait pas voudrait être drôle, mais ne provoque que douleur et rage. » Richard Roeper du Chicago Sun-Times affirme : « Dire que Crazy Dad est un des pires films de l’année serait insulter 2012. C'est un des pires films que j'ai jamais vus » tandis que Richard Haridly de Quickflix le décrit comme « un des films les plus tristes et les plus épuisants » qu'il ait vus. MaryAnn Johanson de Flick Filosopher dénonce également le film pour son incapacité à provoquer le rire ainsi que son contenu choquant, qu'elle qualifie d'« excuse écœurante pour une comédie » et peut-être « le film le plus répugnant que j'ai vu, » et Jonathan Lack de We Got This Covered déclare : « Crazy Dad n'est pas simplement le pire film de 2012, c'est une des comédies les plus moralement répréhensibles de tous les temps, un film écœurant dont on doit rester très, très éloigné, » De plus, Ed Whitfield de The Ooh Tray ajoute : « Ce peut être le pire film, tous genres confondus, jamais faits, » et Chris Sawin de Examiner.com en parle comme de « l'équivalent d'un traumatisme cérébral récréatif avec un soupçon de clou de rail à travers l’œil simplement pour passer le temps » et ajoute : « un gargarisme au diluant à peinture est plus amusant. »
Il a un score de 20 % sur Rotten Tomatoes.

### Run for Your Wife(2012)
Comédie anglaise fondée sur la farce du même nom, Run for Your Wife (en) est avec Danny Dyer dans le rôle de John Smith, un homme bigame, et Denise van Outen et Sarah Harding dans les rôles de ses deux femmes. Run for Your Wife est réalisé par l'auteur de la pièce, Ray Cooney (qui fait aussi un caméo non crédité). Lors de sa sortie, Run for Your Wife a été démoli par les critiques, avec le journal sud-africain Daily News disant « Run for Your Wife est peut-être le pire film de l'histoire », le Studio Briefing affirmant que « certains auteurs sont en train de prouver que la comédie anglaise peut être le "pire film jamais fait » et The Daily Mirror ajoutant que Run For Your Wife « a été marqué du titre de pire film anglais. ». Run for Your Wife a été si mal reçu par les critiques que les critiques elles-mêmes ont fait le tour des médias britanniques,. Le film a été décrit comme « une catastrophe », « aussi drôle que la lèpre » et « périmé depuis plus de 30 ans », avec le chroniqueur Peter Bradshaw pour The Guardian disant qu'il « donne à The Dick Emery Show un air audacieux et contemporain. » Anthony Quinn pour The Independent écrit : « La pièce a été jouée pendant neuf ans – ça [le film] aura de la chance s'il est en salles pendant neuf jours. Peut-être jamais dans l'histoire du divertissement léger a-t-on vu autant d'acteurs sacrifier autant de dignité pour quelques blagues… D'après ce qu'il montre, Cooney n'est pas rentré dans un cinéma depuis une trentaine d'années. ». La distribution compte beaucoup de célébrités anglaises dans des caméos, ce que plusieurs critiques ont remarqué. Le journal Metro commente : « aucun ne sort indemne de ce casting d'apparitions qui a vraiment l'air d'un défilé pour légendes de la télé anglaise qu'on croyait mortes. » Le Daily Record décrit le film comme « une farce exaspérante sans aucun petit rire. Rempli de gens perdant leurs pantalons et chutant, le film ressemble à un pilote pour une sitcom des années 70 (Dieu merci) jamais commandée. » Un article dans The Independent décrit Run for Your Wife (en même temps que le décrié My Movie Project) comme prétendants au titre de « pire film de l’histoire ». The Berkhamsted & Tring Gazette rapporte que « des critiques ont fait la queue pour se faire la dernière sortie Run for Your Wife, avec un accord général qu'il se place parmi les pires comédies britanniques de tous les temps. » Run for Your Wife a également été un échec commercial, n'amassant que 602 livres pendant son premier week-end d'exploitation pour un budget de 900 000 livres,. Run for Your Wife a un taux d'approbation nul sur Rotten Tomatoes.

### My Movie Project(2013)
Produit et coréalisé par Peter Farrelly entre autres, My Movie Project (Movie 43) est une comédie à sketchs réunissant plusieurs réalisateurs et une distribution d'acteurs populaires comptant Dennis Quaid, Greg Kinnear, Hugh Jackman, Kate Winslet, Liev Schreiber, Naomi Watts, Anna Faris, Emma Stone, Richard Gere, Uma Thurman, Chloë Grace Moretz, Gerard Butler, Halle Berry, Stephen Merchant, Terrence Howard, Elizabeth Banks et Julianne Moore. Plusieurs critiques en ont parlé comme du pire film jamais fait, dont Peter Howell du Toronto Star, qui a dit : « Il n’y a qu'une chose à faire avec My Movie Project, le jeter dans la décharge dans laquelle il mérite de finir le plus tôt possible. Il me donne une bonne réponse à une question que je me suis souvent posé : "quel est le pire film que vous ayez vu ?" » Elizabeth Weitzman du New York Daily News le considère aussi comme le pire film qu'elle ait jamais vu. Brady Murphy de Murphy Reviews écrit : « Un monde où un tel film peut exister me rappelle seulement les autres actes répréhensibles commis par l'homme depuis l'aube des temps, et est assez éclairant dans le genre. Ce n'était sûrement pas prévu, cela dit » ; il va jusqu'à dire que : « l'idée que quiconque puisse penser qu'on puisse trouver ça drôle est juste invraisemblable. » Il conclut en disant que le film « n'a aucun cœur » et lui donne la première note nulle de l'histoire du site. Richard Roeper du Chicago Sun-Times exprime la même haine, le décrivant comme « violemment fade » et « le Citizen Kane du mauvais ». Lou Lumenick du New York Post déclare : « si vous mélangiez les pires parties des infâmes Howard the Duck, Gigli, Ishtar et tous les autres mauvais films que j'ai vu depuis que je suis devenu critique de profession en 1981, on n'arriverait pas au début de la médiocrité dévoreuse d'âme du gênant My Movie Project. » My Movie Project est parmi les 50 pires films du MRQE. Il a un score de 4 % sur Rotten Tomatoes.

### Humshakals(2014)
Comédie de Bollywood réalisée par Sajid Khan, Humshakals (en) montre à l’écran les acteurs indiens Saif Ali Khan, Ram Kapoor et Riteish Deshmukh. Mihir Fadnavis écrit dans sa critique pour Firstpost « …pitreries sexuelles, cris et grandiloquence mises à part, il y a tellement à haïr dans ce « film familial ». Il est déroutant de voir une production cinématographique si atroce, régressive, misogyne, sexiste, homophobe infligée de force à des personnes qui payent leurs places. Je peux comprendre qu'une comédie n'ait pas à être « safe », mais ce qu'il se passe avec Humshakals est juste trop horrifiant pour être toléré. » Le critique Sonia Chopra de Sify.com écrit : « il y a des mauvais films, et puis il y a Humshakals. Le pire film de 2014 jusqu'ici, pour ma part. » Saurabh Dwivedi de India Today déclare : « pour Sajid Khan, je peux seulement dire que Humshakals sera classé comme un des pires films du siècle. » Dainik Bhaskar évalue ce film comme un des pires de la décennie. Sweta Kaushal de Hindustan Times donne au film la note de 0,5/5 et ajoute : « sans donner ni histoire ni comédie, même Riteish et Ram ne peuvent rien faire pour Sajid Khan. » Mohar Basu de Koimoi le note 1,5/5 et dit que le film est « lourd de bêtise indescriptible » et « un mélange bizarre de pathos et de lourdeur. » Écrivant dans Emirates 24/7, Sneha May Francis affirme qu'il succède au précédent projet de Khan, Himmatwala, à la place de pire film bollywoodien. Le film a reçu cinq nominations aux Golden Kela Awards et remporté celui du Pire film. Il a également remporté deux Ghanta Awards, ceux du Pire film et Ram Kapoor, Saif Ali Khan et Riteish Deshmukh ont partagé celui du Pire acteur.
Plusieurs membres de la distribution se sont plaints d'être impliqués dans le film. Malgré son statut d'actrice principale, Bipasha Basu a refusé de faire la promotion car elle se sentait « extrêmement dérangé par le résultat final » et a affirmé que « Humshakals a été la pire expérience de ma vie,. » L'actrice Esha Gupta, elle aussi dans le film, a prévenu sa famille de ne pas aller voir le film. Après la sortie du film, l'acteur principal Saif Ali Khan a déclaré : « j'ai beaucoup réfléchi et ne referai jamais une erreur comme Humshakals. »

### United Passions(2014)
Drame français en langue anglaise de 2014 sur les origines de la Fédération Internationale de Football Association (FIFA), United Passions est avec Tim Roth (dans le rôle de Sepp Blatter), Gérard Depardieu et Sam Neill, et réalisé par Frédéric Auburtin. La sortie de United Passions aux États-Unis a eu lieu simultanément avec l'affaire de corruption à la FIFA de 2015, dans laquelle plusieurs membres du comité exécutif de l'organisation ont été arrêtés pour corruption, et Blatter lui-même a démissionné après plusieurs accusations de corruption au sein de la FIFA sous sa direction. United Passions a été accusé d'ignorer ces accusations qui sont pourtant récurrentes depuis longtemps,,. Des Kelly de London Evening Standard écrit que United Passions est « le pire film jamais fait » et « l'exercice de vanité le plus extraordinaire ; un tas de purin vil, auto-glorifiant, mielleux avec lequel Blatter & co. arrivent à faire passer Kim Jong-un pour un homme modeste ». Daniel Gold de New York Times déclare que United Passions est « un des films les plus insupportables de ces derniers temps, un truc malhonnête d'édulcoration bureaucratique qui est trop mauvais pour faire rire », ajoutant plus tard qu'il compte parmi les trois pires films selon lui. Plusieurs critiques ont noté l'ironie dans le fait que Blatter soit dépeint dans le film comme un fervent combattant de la corruption. Paul Field du Daily Mirror dit qu'il a créé « une grande comédie non-intentionnelle » tandis que Sara Stewart de New York Post le décrit comme « hors de propos de façon hilarante ». Le site spécialisé Goal.com dit de United Passions : « la représentation de la FIFA est une blague du début à la fin […] des films considérés comme parmi les pires de tous les temps sont regardés par des centaines de personnes décidées à voir à quel point ils sont mauvais. Ce déchet cinématographique appartient à cette catégorie. » Sur Rotten Tomatoes, United Passions a une note nulle et sur Metacritic, le film a une note de 1/100.
United Passions a également été un échec commercial, devenant le film remportant le moins d'argent de toute l'histoire des États-Unis (avec 918 $ de recettes), dépassant le record précédent détenu par I Kissed a Vampire (1 380 $) de 2012, mais sorti directement en vidéo en France et sans distribution dans plusieurs pays européens,. Plusieurs personnes impliquées dans le film dans United Passions ont plus tard regretté d'avoir participé. Le réalisateur Frédéric Auburtin parle de United Passions comme d'« un désastre » et ajoute « Maintenant je suis comparé à celui qui a introduit le SIDA en Afrique ou celui qui a provoqué la crise financière… apparemment je fais de la propagande en faisant des films pour des gens corrompus,. » Tim Roth s'est excusé d'avoir fait le film et a admis avoir accepté de faire United Passions pour le cachet.

### Jem et les Hologrammes(2015)
Jem et les Hologrammes  (Jem and the Holograms) est un film musical réalisé par Jon Chu, sorti en 2015. Le film est basé d'après la série télévisée d'animation des années 1980 du même nom créée par Christy Marx (en).
Sur le site Rotten Tomatoes, le film obtient un score de 12 % pour un total de 63 critiques et une note moyenne de 3,5/10, concluant : « Jem et les Hologrammes ignore les ingrédients de la série d'origine qui ont fait son charme en faveur d'un drame ennuyeux ». Sur Metacritic, le film obtient un score de 42 sur 100, sur la base de 16 critiques, indiquant des avis généralement mitigés.
Lors de son premier jour d'exploitation aux États-Unis et au Canada, le film se place à la quatorzième place, rapportant 458 685 $ dans 2413 cinémas. Il s'agit alors du quatrième pire jour d'ouverture pour un film sorti dans plus de 2000 cinémas et le pire dans plus de 2400 cinémas. Il baisse à la quinzième place pour son week-end d'ouverture, gagnant 1 375 320 $. Le 10 novembre 2015, un peu plus de deux semaines après la sortie, Universal Pictures retire le film de tous les cinémas, après un résultat de seulement 2,2 millions de dollars au box-office américain. Jeff Bock, analyste principal du box-office d'Exhibitor Relations, déclare que les « chaînes de cinéma sont contractuellement obligées de laisser un film pendant deux semaines après l'avoir programmé. Depuis que je suis analyste, je n'ai jamais vu un studio qui arrête la distribution d'un film après deux semaines. Cela est sans précédent et montre à quel point ce film fait un flop ». Finalement, Jem et les Hologrammes n'a rapporté que 2 333 684 $ au box-office mondial, dont 2 184 640 $ en Amérique du Nord et 149 044 $ à l'international.
En France, le film a effectué 1 244 entrées dont 173 pour son premier jour dans 37 salles.
Au total, le film est banni par la critique, tout en ramassant 2 millions de dollars pour un budget de 5.6.

### Dirty Papy(2016)
Dirty Papy est une comédie américaine réalisée par Dan Mazer, sortie en 2016.
Ayant pour vedettes Zac Efron et Robert De Niro, Dirty Papy est banni par la critique avec 10% sur 100% et est considéré comme l’un des pires films de tous les temps,,,,.

### Cats(2019)
Adaptation filmique de la comédie musicale de Broadway de Andrew Lloyd Webber librement basée sur des nouvelles de T.S. Eliot, Cats a été réalisé par Tom Hooper, connu pour une autre adaptation en comédie musicale, Les Misérables. Avec dans les rôles principaux James Corden, Judi Dench, Jason Derulo, Idris Elba, Jennifer Hudson, Ian McKellen, Taylor Swift et Rebel Wilson, le film suit Victoria, une chatte abandonnée interprétée par Francesca Hayward dans les rues de Londres une nuit et qui découvre la vie de chats errants.
Avant même sa sortie pour Noël 2019 le film a été considéré comme un des pires de l'année. Ses effets spéciaux ratés sont au cœur des critiques, certains n'étant pas terminés sur les premières versions sorties en salles (on pouvait voir la main humaine de Judi Dench avec son alliance sur un plan) si bien que Universal Studios a annoncé une version avec des effets visuels améliorés, une situation sans précédent pour un film déjà en salles mondialement. Le rendu visuel des chats anthropomorphes est dérangeant aux yeux des critiques, qui reprochent également son scénario surchargé de personnages et son ton. De façon plus générale, le film est considéré comme un désastre et une tache dans la filmographie de certains des membres les plus prestigieux de sa distribution.
Cats a un score Metacritic de 32/100 et un taux d'approbation de 20% sur Rotten Tomatoes. The Hollywood Reporter cite Cats parmi les 10 pires films de 2019.

## Années 2020

### Le Voyage du Docteur Dolittle(2020)
Le Voyage du Docteur Dolittle (Dolittle) est une comédie fantastique réalisée par Stephen Gaghan, sortie le 17 Janvier 2020. Il s'agit d'une nouvelle adaptation des romans Docteur Dolittle de Hugh Lofting, après L'Extravagant Docteur Dolittle de Richard Fleischer et Docteur Dolittle et ses nombreuses suites avec respectivement Rex Harrison et Eddie Murphy dans la peau du docteur Dolittle capable de communiquer avec les animaux.
Il comporte un casting prestigieux : Robert Downey Jr., Antonio Banderas, Michael Sheen, Jim Broadbent, Jessie Buckley, Harry Collett, Kasia Smutniak, Emma Thompson, Rami Malek, John Cena, Kumail Nanjiani, Octavia Spencer, Tom Holland, Craig Robinson, Ralph Fiennes, Selena Gomez et Marion Cotillard,.
Le film reçoit des critiques largement négatives,, et est un échec cuisant au box office avec plus de 251 millions de dollars ramassés pour un budget de 192 millions.
Il obtient six nominations 41e cérémonie des Razzie Awards, remportant le prix du pire remake de l’année.

### 365 Jours(2020)
365 jours (titre original polonais : 365 Dni) est un drame érotique polonais de 2020, réalisé par Barbara Białowąs et Tomasz Mandes, adapté du premier opus d'une trilogie de romans de Blanka Lipińska. L'histoire suit une jeune femme de Varsovie dans une relation sans sentiments qui finit attirée par un mafieux sicilien, après qu'il l'a enlevée et contrainte de passer 365 jours à ses côtés pour qu'elle tombe amoureuse de lui. Les rôles principaux sont tenus par Michele Morrone, qui interprète le mafieux Don Massimo Torricelli, et Anna-Maria Sieklucka qui joue Laura Biel. Le film est sorti en salles en Pologne le 7 février 2020, et dans le monde sur Netflix le 7 juin 2020, où, malgré des critiques très négatives, il devient l'un des films les plus vus de la plateforme, devenant le 4e contenu le plus vu au Royaume-Uni et le 3e aux États-Unis. Le film a également été un succès en salles polonaises, où il a engrangé environ 8 964 000 USD.
Le film a reçu des critiques extrêmement négatives, notamment la glorification de la pornographie soft, la violence sexuelle et le crime organisé. Rotten Tomatoes l'a classé parmi les films ayant un taux d'approbation de 0% sur 16 critiques, et une note moyenne de 1,9/10. Le site polonais en langue anglaise The First News affirme qu'il a été désigné comme un des pires films jamais réalisés. Taylor Andrews de Cosmopolitan en parle comme la pire chose qu'il ait jamais vue. Kevin Maher du The Times déclare : « Il n'y a pas eu de répliques aussi pauvres depuis le troisième acte de The Room » et « Il fait passer les mouvements des marionnettes de Team America: World Police pour un documentaire sérieux. » Maddy Mussen de The Tab le désigne comme « la pire chose que Netflix ait jamais produite » et ajoute : « si vous avez regardé 365 Jours sur Netflix, il n'y aura aucun doute dans votre esprit qu'il s'agit de la pire chose que vous ayez jamais vue. » Jessica Kiang de Variety le qualifie de « partie de jambes en l'air interminable, mauvaise tout du long, questionnable politiquement, hilarant parfois. »

### Morbius(2022)
Morbius est un film américain réalisé par Daniel Espinosa, sorti en 2022.Troisième film de l'univers commun Sony's Spider-Man Universe, il met en scène Morbius, joué par Jared Leto, le personnage de Marvel Comics, ennemi de Spider-Man.
Le film reçoit des critiques très négatives dans la presse américaine. Sur l'agrégateur américain Rotten Tomatoes, il ne récolte que 16% d'opinions favorables pour 241 critiques. Le consensus suivant résume les critiques compilées par le site : « Plombé par des effets spéciaux sans inspiration, des interprétations récitées par cœur et une histoire à la limite de l'absurde, ce morne gâchis est une vaine tentative pour faire de Morbius une réalité. » Sur Metacritic, il obtient une note moyenne de 35⁄100 pour 54 critiques.
Par ailleurs, le film a reçu deux prix lors des Razzie Awards 2023 : pire acteur pour Jared Leto et pire actrice dans un second rôle pour Adria Arjona. Il a également été nommé dans d'autres catégories : pire film de l'année, pire réalisateur pour Daniel Espinosa, pire scénario pour Matt Sazama (en) et Burk Sharpless (en). Morbius a été sélectionné 1 fois dans diverses catégories et n'a remporté aucune récompense. De même, Morbius a été nommé parmi les pires films de l'année lors des Hawaii Film Critics Society Awards de 2023.
Du fait de son échec et des critiques sévères lors de sa sortie, le film est devenue un mème Internet, laissant passer par des shitposts une infox délirante faisant croire qu'il s'agit du plus gros succès au box-office de tous les temps avec un supposé total d'un trillion de dollars,. Certains messages ont félicité le film pour avoir dépassé la barre historique « des Morbillions de dollars » au box-office,. D'autres décrivent le film comme un véritable « Morbsterpiece » (jeu de mots entre Morbius et masterpiece qui signifie « chef-d'oeuvre »). Accompagné par le hashtag #MorbiusSweep (Morbius balaie tout) et la fausse réplique culte issue du film It's Morbin Time,,.
À la suite des nombreux mèmes qui ont circulé sur Internet, le studio Sony prit la décision de ressortir Morbius dans les salles de cinéma, pensant que le film avait trouvé son audience. Ce dernier récoltera une nouvelle fois de mauvais résultats aux box-office,. Jared Leto, l'interprète de Michael Morbius, s’est aussi moqué de la mauvaise réception du film en brandissant le scénario de Morbius 2 sur son compte Twitter,.

### Pinocchio(2022)
Pinocchio est un film américain réalisé par Robert Zemeckis et sorti en 2022 sur Disney+. Le cinéaste coécrit le scénario avec Chris Weitz. Il s'agit d'un remake en prise de vues réelles du film d'animation Pinocchio sorti en 1940 qui est lui-même une adaptation cinématographique du roman Les Aventures de Pinocchio de Carlo Collodi.
Le film s'inscrit dans une volonté de Walt Disney Pictures d'adapter en films en prises de vues réelles ses films d’animation dits « classiques », à l'instar du Livre de la jungle (2016), Aladdin (2019), Dumbo (2019) ou encore La Belle et le Clochard (2019).
Le film reçoit dans l’ensemble des critiques négatives,,,. Sur l’agrégateur américain Rotten Tomatoes, le film obtient la note de 28 % d’opinions favorables pour 181 critiques. Sur Metacritic, il obtient une note moyenne de 38 sur 100 pour 37 critiques.
Il a par ailleurs été « récompensé » aux Razzie Awards 2023 comme «pire préquelle, remake, reboot ou suite» et nommé dans plusieurs autres catégories (pire film, pire acteur pour Tom Hanks, pire scénario, pire réalisateur et pire actrice dans un second rôle pour Lorraine Bracco).

### Les Chevaliers du Zodiaque(2023)
Les Chevaliers du Zodiaque (Knights of the Zodiac ; 聖闘士星矢 The Beginning (Seinto Seiya: The Beginning) en japonais) est un film américano-japonais réalisé par Tomasz Bagiński et sorti en 2023. Il s'agit d'une adaptation en prise de vues réelles du manga Saint Seiya créé par Masami Kurumada.
Avec un budget de 60 millions de dollars, il n’en récolte que 7 millions.
Dans le monde anglo-saxon, Les Chevaliers du Zodiaque reçoit du site Metacritic la note de 35⁄100 pour un total de 8 critiques. L’agrégateur Rotten Tomatoes indique, quant à lui, un taux de satisfaction de 24 % et une note de 4,40⁄10 pour un total de 21 critiques. Le consensus des critiques est formulé ainsi :

« L’animation est bien faite, mais des visuels impressionnants ne suffisent pas à couvrir l’intrigue loupée des Chevaliers du Zodiaque. »

— Consensus des critiques, Rotten Tomatoes
En France, le site Allociné donne la note de 1,5⁄5, après avoir recensé et interprété 4 critiques de presse.
Pour Allan Blanvillain (Le Journal du Geek), le film n'est pas à la hauteur du manga. Il résume sa critique ainsi : « Les Chevaliers du Zodiaque peut dire merci à Dragonball Evolution et à la version Netflixienne de Saint Seiya. Deux productions qui ont eu le mérite de nous préparer à ce qui allait se dérouler sous nos yeux aujourd'hui et qui nous permet de prendre ce nouveau désastre avec philosophie : au fond, il se peut que ce ne soit qu'une farce. ».
Pour Léo Martin (Écran Large), le film n'est pas non plus une grande réussite, parlant d'« abus des ralentis et d’une caméra tournoyant » sans finalité. Le critique résume son article ainsi : « Film d'introduction pour une franchise morte d'avance, Les Chevaliers du Zodiaque n'est pas aussi farcesque ou cynique qu'un Dragon Ball Evolution, mais n'en reste pas moins vain. Absorbée par une production sans charme et sans génie, Seiya disparaît peu à peu à l'écran pour ne laisser qu'une coquille vide : celle d'un héros sans vie. ».
Pour Augustin Pietron-Locatelli (Télérama), le film est aussi un échec : « cette adaptation en prise de vues réelle, étrangement américanisée et curieusement grisâtre, est un sommet d'ennui numérique ».

### Expendables 4(2023)
Expendables 4 ou Les Sacrifiés 4 au Québec (The Expendables 4) est un film d'action américain réalisé par Scott Waugh et sorti le 15 Septembre 2023.
Il s'agit du quatrième opus de la saga Expendables. Il reçoit à sa sortie des critiques très négatives et un échec commercial au box-office avec 51 millios de dollars de recettes pour un budget de 100 millions.
Il est nommé sept fois à 44e cérémonie des Razzie Awards et remporte deux prix, dont celui du meilleur acteur pour Sylvester Stallone et pire actrice pour Megan Fox.

### Madame Web(2024)
Madame Web est un film américain réalisé par S. J. Clarkson (en) et sorti en 2024. Quatrième production de l'univers Sony's Spider-Man Universe, il s'agit d'un film centré sur le personnage de Madame Web créé par le scénariste Dennis O'Neil et le dessinateur John Romita Jr. pour Marvel Comics en 1980.
Co-écrit par Clarkson en collaboration avec Matt Sazama, Burk Sharpless et Claire Parker, le film suit Cassandra Webb, une ambulancière qui se découvre des dons de voyance. Elle croise alors le chemin de trois adolescentes (Julia Cornwall, Mattie Franklin et Anya Corazon) traquées par Ezekiel Sims qui tente de les assassiner avant qu'elles ne deviennent des Spider-Women dans le futur.
Lors de sa sortie, le film reçoit un accueil majoritairement négatif de la part de la presse et récolte 100 millions de dollars au box-office mondial, pour un budget de 80 millions,.
Lors de sa sortie, le film reçoit des critiques majoritairement négatives de la part de la presse, un accueil similaire et systématique aux précédentes productions du Sony's Spider-Man Universe.
Du côté du public, les avis sont mitigés mais les internautes ont immédiatement dénigré le film sur les réseaux sociaux dès la publication de sa bande-annonce, pratique de plus en plus répandue. En juillet 2024, Emma Roberts, qui a aimé le film, a par ailleurs déclaré à Variety que le mauvais accueil du film est justement dû à la culture d'Internet et qu'il aurait pu recevoir un accueil différent,.
Sur le site agrégateur de critiques Rotten Tomatoes, il obtient un score de 11 % de critiques positives, avec une note moyenne de 3,40/10 sur la base de 29 critiques positives et 206 négatives.
Dans sa critique, Benjamin Lee de The Guardian décrit le film comme un « épouvantable désordre » ainsi qu'un « produit sans âme ». Tandis que Manohla Dargis de The New York Times parle d'un « échec inévitable ». En France, le magazine Premiere critique de son côté la performance des acteurs et juge la mise en scène répétitive. Le site Écran Large parle, lui, d'une « porte entrouverte sur du vide », avec une « écriture désastreuse ».
Il reçoit trois prix lors de 45e cérémonie des Razzie Awards : Pire Film de l’année, Pire Actrice et Pire script.

### Borderland(2024)
Borderlands est un film de science-fiction américain coécrit et réalisé par Eli Roth et sorti en 2024.
Il s'agit de l'adaptation de la série de jeux vidéo du même nom de Gearbox Software. Le film est largement banni par la critique et est un échec au box-office avec 33 millions de dollars récoltés pour un budget de 120 millions,,.

### Joker: Folie à deux(2024)
Joker : Folie à Deux (Joker: Folie à Deux) est un drame psychologique musical américain co-écrit et réalisé par Todd Phillips, sorti en 2024.
Co-écrit par le réalisateur Todd Phillips et Scott Silver, le long métrage est notamment produit par Warner Bros., Domain Entertainment et Joint Effort. Bien qu'il s'agisse d'un film basé sur des personnages de l'éditeur DC Comics, DC Studios n'a pas participé à sa production. Il fait suite à Joker (2019) du même réalisateur et met en vedette Joaquin Phoenix, à nouveau dans son rôle d’Arthur Fleck / Joker, aux côtés de Lady Gaga, Brendan Gleeson, Catherine Keener et Zazie Beetz.
Comme son prédécesseur, il est présenté en compétition à la Mostra de Venise 2024. Mal reçu par la critique américaine, suscitant un accueil contrasté en France, et souffrant des avis défavorables des spectateurs, le film est un échec marquant au box-office, avec 207 millions de dollars récoltés pour un budget de 200 millions,.
Aux Razzie Awards 2025, Joker : Folie à deux est nommé dans sept catégories dont celle du pire film de l’année et remporte le prix de : La pire suite et ou remake, ainsi que : Pire couple à l’écran.

### Blanche Neige(2025)
Blanche Neige (Snow White) est un film américain réalisé par Marc Webb et sorti en 2025. Il s'agit d'une adaptation libre en prise de vues réelles du premier long métrage d'animation Blanche Neige et les Sept Nains des studios Disney, sorti en 1937 et lui-même basé sur le conte des frères Grimm.
Le choix de Rachel Zegler pour le rôle-titre est critiqué par des internautes en raison des origines latines de l'actrice, éloignées des caractéristiques du personnage de Blanche Neige.
En janvier 2022, l'acteur Peter Dinklage proteste contre le projet de remake : lui-même atteint de nanisme et militant contre les stéréotypes dus à sa pathologie, il considère que parler de « sept nains vivant ensemble dans une grotte » n'est pas progressiste et reste stigmatisant. En réponse, les studios Disney précisent que « pour éviter de renforcer les stéréotypes du film d'animation original, nous adoptons une approche différente avec ces sept personnages et avons consulté des membres de la communauté des personnes atteintes de nanisme. »
En ce sens, le titre du film est raccourci en « Blanche-Neige » (au lieu de « Blanche-Neige et les Sept Nains »), et les sept nains du conte original sont remplacés par des créatures magiques,.
La déclaration de Dinklage est notamment contestée par Dylan Postl, un catcheur atteint de nanisme, qui reproche à l'acteur de s'ériger en porte-parole de leur communauté et de dénigrer des rôles que d'autres acteurs atteints de nanisme rêveraient d'obtenir.
Les mois précédant la sortie du film sont entachés par des polémiques liées aux changements apportés dans le remake par rapport au film d'animation original, aux propos de Dinklage, ainsi qu'aux désaccords politiques des deux actrices principales du film, Rachel Zegler et Gal Gadot, chacune soutenant un camp différent dans le conflit israélo-palestinien.
Le film reçoit des critiques majoritairement négatives. Murielle Joudet du journal Le Monde qualifie le film de « pur massacre » et rejoint Renaud Baronian du Parisien qui écrit que le film est « particulièrement raté ». Marc Godin du magazine Le Point décrit le film comme « cata kitsch aux chansons mièvres et aux nains de synthèse ».
Odie Henderson du Boston Globe le décrit ainsi : « J'espérais beaucoup que Blanche-Neige me rendrait joyeux. Au lieu, ce remake simplet m'a rendu somnolent (dormeur) et grincheux. » Adam Nayman du Toronto Star trouve le film un échec de tous côtés : « Il n’y a rien de magique dans le film de Marc Webb, mais il semble néanmoins étrange ; dépenser 250 millions de dollars pour faire un film dans lequel absolument rien ne fonctionne est une sorte d’art sombre en soi. »
Le film obtient une note moyenne de 1,5/10 sur la base de données IMDb, un score extrêmement faible qui pourrait s'expliquer en partie par un possible bombardement d'avis négatifs (en).
Les critiques professionnels sont moins sévères mais avec 3/10 soulignent les lenteurs, l'ennui et les incohérences du film. La plupart fustigent aussi le wokisme d'avoir fait disparaitre les nains du titre et du film.
Avec 206 millions de dollars récoltés pour un budget de 270 millions, il est un échec au box office,.